# Lista över matchresultat i Fotbollsallsvenskan 2004
Lista över matchresultat i Fotbollsallsvenskan 2004. Ligan startade den 3 april klockan 13:30 (UTC+2) med Skånederbyt mellan Landskrona BoIS och Helsingborgs IF på Landskrona IP:s konstgräsplan.
| Nr | Lag                 | S  | V  | O  | F  | GM | IM | MS  | P  |
| -- | ------------------- | -- | -- | -- | -- | -- | -- | --- | -- |
| 1  | Malmö FF            | 26 | 15 | 7  | 4  | 44 | 21 | +23 | 52 |
| 2  | Halmstads BK        | 26 | 14 | 8  | 4  | 53 | 27 | +26 | 50 |
| 3  | IFK Göteborg        | 26 | 14 | 5  | 7  | 33 | 20 | +13 | 47 |
| 4  | Djurgårdens IF (RM) | 26 | 11 | 8  | 7  | 38 | 32 | +6  | 41 |
| 5  | Kalmar FF (U)       | 26 | 10 | 10 | 6  | 27 | 18 | +9  | 40 |
| 6  | Hammarby IF         | 26 | 10 | 7  | 9  | 28 | 28 | 0   | 37 |
| 7  | GIF Sundsvall       | 26 | 9  | 7  | 10 | 30 | 29 | +1  | 34 |
| 8  | Örebro SK           | 26 | 9  | 6  | 11 | 32 | 45 | −13 | 33 |
| 9  | IF Elfsborg         | 26 | 8  | 8  | 10 | 25 | 32 | −7  | 32 |
| 10 | Helsingborgs IF     | 26 | 7  | 9  | 10 | 41 | 33 | +8  | 30 |
| 11 | Landskrona BoIS     | 26 | 7  | 9  | 10 | 27 | 33 | −6  | 30 |
| 12 | Örgryte IS          | 26 | 6  | 9  | 11 | 24 | 35 | −11 | 27 |
| 13 | AIK                 | 26 | 5  | 10 | 11 | 23 | 35 | −12 | 25 |
| 14 | Trelleborgs FF (U)  | 26 | 2  | 7  | 17 | 18 | 55 | −37 | 13 |

| Hemma \ Borta   | AIK | DIF | GIFS | HBK | HAIF | HEIF | IFE | IFKG | KFF | BOIS | MFF | TFF | ÖSK | ÖIS |
| AIK             | —   | 1–1 | 1–0  | 0–2 | 0–1  | 2–2  | 1–1 | 3–1  | 1–1 | 1–3  | 0–2 | 0–0 | 1–2 | 0–3 |
| Djurgårdens IF  | 3–1 | —   | 3–1  | 1–1 | 1–0  | 2–1  | 3–2 | 1–2  | 0–3 | 1–1  | 0–2 | 5–0 | 5–1 | 2–1 |
| GIF Sundsvall   | 1–1 | 0–1 | —    | 1–0 | 2–0  | 3–3  | 0–0 | 2–1  | 0–1 | 0–0  | 3–2 | 1–0 | 1–0 | 3–0 |
| Halmstads BK    | 1–2 | 2–2 | 1–0  | —   | 2–1  | 3–2  | 3–0 | 1–1  | 1–0 | 5–3  | 2–2 | 1–0 | 5–0 | 2–2 |
| Hammarby IF     | 1–1 | 3–0 | 1–0  | 1–1 | —    | 2–1  | 1–0 | 1–2  | 0–3 | 3–1  | 0–0 | 0–1 | 1–1 | 0–1 |
| Helsingborgs IF | 3–0 | 1–1 | 1–0  | 1–2 | 3–1  | —    | 4–0 | 1–2  | 1–2 | 0–1  | 0–2 | 2–0 | 0–0 | 3–0 |
| IF Elfsborg     | 1–0 | 0–0 | 3–1  | 1–1 | 0–1  | 1–1  | —   | 1–0  | 0–1 | 1–1  | 1–5 | 3–1 | 3–0 | 1–2 |
| IFK Göteborg    | 1–0 | 2–0 | 0–1  | 0–0 | 0–1  | 2–1  | 3–0 | —    | 1–0 | 1–1  | 1–2 | 2–0 | 1–0 | 4–0 |
| Kalmar FF       | 1–1 | 1–1 | 2–1  | 1–3 | 1–2  | 0–0  | 0–1 | 0–0  | —   | 1–1  | 1–0 | 2–0 | 0–1 | 1–1 |
| Landskrona BoIS | 0–1 | 2–0 | 3–2  | 0–4 | 0–0  | 1–1  | 0–0 | 0–1  | 0–2 | —    | 2–1 | 4–0 | 0–1 | 0–2 |
| Malmö FF        | 0–0 | 2–0 | 0–0  | 2–1 | 4–3  | 1–1  | 1–0 | 1–0  | 0–0 | 0–1  | —   | 4–2 | 5–1 | 1–0 |
| Trelleborgs FF  | 1–3 | 2–2 | 1–1  | 0–4 | 2–2  | 1–6  | 0–1 | 2–3  | 0–0 | 2–1  | 1–1 | —   | 1–2 | 1–1 |
| Örebro SK       | 2–1 | 0–2 | 3–3  | 2–5 | 1–2  | 3–1  | 2–2 | 0–0  | 1–2 | 2–0  | 1–2 | 3–0 | —   | 1–0 |
| Örgryte IS      | 1–1 | 0–1 | 1–3  | 2–0 | 0–0  | 1–1  | 0–2 | 1–2  | 1–1 | 1–1  | 0–2 | 1–0 | 2–2 | —   |

## Matcher

### Omgång 1
| 1           | 3 april 2004 | Landskrona BoIS     | 1 – 1           | Helsingborgs IF    | Landskrona IP                                               |                                                             |
| 13:30 UTC+2 | 13:30 UTC+2  | Johan Andersson 76′ | (0 – 1) Rapport | 25′ Peter Graulund | Landskrona Publik: 11 036 Domare: Stefan Johannesson (Täby) | Landskrona Publik: 11 036 Domare: Stefan Johannesson (Täby) |
| 13:30 UTC+2 | 13:30 UTC+2  |                     |                 |                    | Landskrona Publik: 11 036 Domare: Stefan Johannesson (Täby) | Landskrona Publik: 11 036 Domare: Stefan Johannesson (Täby) |
| 13:30 UTC+2 | 13:30 UTC+2  |                     |                 |                    | Landskrona Publik: 11 036 Domare: Stefan Johannesson (Täby) | Landskrona Publik: 11 036 Domare: Stefan Johannesson (Täby) |

| 2           | 3 april 2004 | Kalmar FF | 0 – 0           | IFK Göteborg | Fredriksskans IP                                            |                                                             |
| 15:00 UTC+2 | 15:00 UTC+2  |           | (0 – 0) Rapport |              | Kalmar Publik: 9 011 Domare: Daniel Stålhammar (Landskrona) | Kalmar Publik: 9 011 Domare: Daniel Stålhammar (Landskrona) |
| 15:00 UTC+2 | 15:00 UTC+2  |           |                 |              | Kalmar Publik: 9 011 Domare: Daniel Stålhammar (Landskrona) | Kalmar Publik: 9 011 Domare: Daniel Stålhammar (Landskrona) |
| 15:00 UTC+2 | 15:00 UTC+2  |           |                 |              | Kalmar Publik: 9 011 Domare: Daniel Stålhammar (Landskrona) | Kalmar Publik: 9 011 Domare: Daniel Stålhammar (Landskrona) |

| 3           | 4 april 2004 | AIK                  | 1 – 0           | GIF Sundsvall | Råsunda                                                 |                                                         |
| 15:00 UTC+2 | 15:00 UTC+2  | Andreas Eriksson 12′ | (1 – 0) Rapport |               | Stockholm Publik: 19 486 Domare: Anders Frisk (Mölndal) | Stockholm Publik: 19 486 Domare: Anders Frisk (Mölndal) |
| 15:00 UTC+2 | 15:00 UTC+2  |                      |                 |               | Stockholm Publik: 19 486 Domare: Anders Frisk (Mölndal) | Stockholm Publik: 19 486 Domare: Anders Frisk (Mölndal) |
| 15:00 UTC+2 | 15:00 UTC+2  |                      |                 |               | Stockholm Publik: 19 486 Domare: Anders Frisk (Mölndal) | Stockholm Publik: 19 486 Domare: Anders Frisk (Mölndal) |

| 4           | 5 april 2004 | IF Elfsborg       | 1 – 2           | Örgryte IS                              | Ryavallen                                            |                                                      |
| 19:00 UTC+2 | 19:00 UTC+2  | Lasse Nilsson 77′ | (0 – 1) Rapport | 9′ Paulinho Guará 68′ Christian Hemberg | Borås Publik: 7 242 Domare: Jonas Eriksson (Sigtuna) | Borås Publik: 7 242 Domare: Jonas Eriksson (Sigtuna) |
| 19:00 UTC+2 | 19:00 UTC+2  |                   |                 |                                         | Borås Publik: 7 242 Domare: Jonas Eriksson (Sigtuna) | Borås Publik: 7 242 Domare: Jonas Eriksson (Sigtuna) |
| 19:00 UTC+2 | 19:00 UTC+2  |                   |                 |                                         | Borås Publik: 7 242 Domare: Jonas Eriksson (Sigtuna) | Borås Publik: 7 242 Domare: Jonas Eriksson (Sigtuna) |

| 5           | 5 april 2004 | Trelleborgs FF                               | 2 – 2           | Djurgårdens IF                         | Vångavallen                                               |                                                           |
| 19:00 UTC+2 | 19:00 UTC+2  | Eric Fischbein 5′ (str.) Vitali Gussev 90+1′ | (1 – 1) Rapport | 36′ Tobias Hysén 64′ Andreas Johansson | Trelleborg Publik: 6 154 Domare: Martin Hansson (Holmsjö) | Trelleborg Publik: 6 154 Domare: Martin Hansson (Holmsjö) |
| 19:00 UTC+2 | 19:00 UTC+2  |                                              |                 |                                        | Trelleborg Publik: 6 154 Domare: Martin Hansson (Holmsjö) | Trelleborg Publik: 6 154 Domare: Martin Hansson (Holmsjö) |
| 19:00 UTC+2 | 19:00 UTC+2  |                                              |                 |                                        | Trelleborg Publik: 6 154 Domare: Martin Hansson (Holmsjö) | Trelleborg Publik: 6 154 Domare: Martin Hansson (Holmsjö) |

| 6           | 5 april 2004 | Örebro SK                                | 2 – 5           | Halmstads BK                                                                          | Eyravallen                                                  |                                                             |
| 19:00 UTC+2 | 19:00 UTC+2  | Lars Larsen 5′ Petter Furuseth-Olsen 69′ | (1 – 2) Rapport | 10′ Magnus Svensson 41′, 72′ Mikael Nilsson 55′ Markus Rosenberg 58′ Magnus Andersson | Örebro Publik: 5 398 Domare: Martin Ingvarsson (Hässleholm) | Örebro Publik: 5 398 Domare: Martin Ingvarsson (Hässleholm) |
| 19:00 UTC+2 | 19:00 UTC+2  |                                          |                 |                                                                                       | Örebro Publik: 5 398 Domare: Martin Ingvarsson (Hässleholm) | Örebro Publik: 5 398 Domare: Martin Ingvarsson (Hässleholm) |
| 19:00 UTC+2 | 19:00 UTC+2  |                                          |                 |                                                                                       | Örebro Publik: 5 398 Domare: Martin Ingvarsson (Hässleholm) | Örebro Publik: 5 398 Domare: Martin Ingvarsson (Hässleholm) |

| 7           | 6 april 2004 | Hammarby IF | 0 – 0           | Malmö FF | Söderstadion                                                   |                                                                |
| 19:00 UTC+2 | 19:00 UTC+2  |             | (0 – 0) Rapport |          | Stockholm Publik: 15 626 Domare: Peter Fröjdfeldt (Eskilstuna) | Stockholm Publik: 15 626 Domare: Peter Fröjdfeldt (Eskilstuna) |
| 19:00 UTC+2 | 19:00 UTC+2  |             |                 |          | Stockholm Publik: 15 626 Domare: Peter Fröjdfeldt (Eskilstuna) | Stockholm Publik: 15 626 Domare: Peter Fröjdfeldt (Eskilstuna) |
| 19:00 UTC+2 | 19:00 UTC+2  |             |                 |          | Stockholm Publik: 15 626 Domare: Peter Fröjdfeldt (Eskilstuna) | Stockholm Publik: 15 626 Domare: Peter Fröjdfeldt (Eskilstuna) |

### Omgång 2
| 8           | 9 april 2004 | Malmö FF                                                                        | 5 – 1           | Örebro SK                 | Malmö Stadion                                        |                                                      |
| 15:00 UTC+2 | 15:00 UTC+2  | Niklas Skoog 15′ Jon Inge Høiland 27′ Tobias Grahn 34′ Igor Sypniewski 62′, 74′ | (3 – 0) Rapport | 36′ Petter Furuseth-Olsen | Malmö Publik: 22 019 Domare: Leif Sundell (Borlänge) | Malmö Publik: 22 019 Domare: Leif Sundell (Borlänge) |
| 15:00 UTC+2 | 15:00 UTC+2  |                                                                                 |                 |                           | Malmö Publik: 22 019 Domare: Leif Sundell (Borlänge) | Malmö Publik: 22 019 Domare: Leif Sundell (Borlänge) |
| 15:00 UTC+2 | 15:00 UTC+2  |                                                                                 |                 |                           | Malmö Publik: 22 019 Domare: Leif Sundell (Borlänge) | Malmö Publik: 22 019 Domare: Leif Sundell (Borlänge) |

| 9           | 9 april 2004 | Halmstads BK      | 1 – 0           | Trelleborgs FF | Örjans vall                                             |                                                         |
| 15:00 UTC+2 | 15:00 UTC+2  | Sharbel Touma 29′ | (1 – 0) Rapport |                | Halmstad Publik: 8 046 Domare: Jonas Eriksson (Sigtuna) | Halmstad Publik: 8 046 Domare: Jonas Eriksson (Sigtuna) |
| 15:00 UTC+2 | 15:00 UTC+2  |                   |                 |                | Halmstad Publik: 8 046 Domare: Jonas Eriksson (Sigtuna) | Halmstad Publik: 8 046 Domare: Jonas Eriksson (Sigtuna) |
| 15:00 UTC+2 | 15:00 UTC+2  |                   |                 |                | Halmstad Publik: 8 046 Domare: Jonas Eriksson (Sigtuna) | Halmstad Publik: 8 046 Domare: Jonas Eriksson (Sigtuna) |

| 10          | 9 april 2004 | IFK Göteborg                                   | 3 – 0           | IF Elfsborg | Gamla Ullevi                                              |                                                           |
| 15:00 UTC+2 | 15:00 UTC+2  | Tomas Rosenkvist 1′, 35′ Magnus Erlingmark 82′ | (2 – 0) Rapport |             | Göteborg Publik: 12 584 Domare: Stefan Johannesson (Täby) | Göteborg Publik: 12 584 Domare: Stefan Johannesson (Täby) |
| 15:00 UTC+2 | 15:00 UTC+2  |                                                |                 |             | Göteborg Publik: 12 584 Domare: Stefan Johannesson (Täby) | Göteborg Publik: 12 584 Domare: Stefan Johannesson (Täby) |
| 15:00 UTC+2 | 15:00 UTC+2  |                                                |                 |             | Göteborg Publik: 12 584 Domare: Stefan Johannesson (Täby) | Göteborg Publik: 12 584 Domare: Stefan Johannesson (Täby) |

| 11          | 12 april 2004 | GIF Sundsvall | 0 – 0           | Landskrona BoIS | Idrottsparken                                            |                                                          |
| 15:00 UTC+2 | 15:00 UTC+2   |               | (0 – 0) Rapport |                 | Sundsvall Publik: 5 685 Domare: Miro Ukalovic (Göteborg) | Sundsvall Publik: 5 685 Domare: Miro Ukalovic (Göteborg) |
| 15:00 UTC+2 | 15:00 UTC+2   |               |                 |                 | Sundsvall Publik: 5 685 Domare: Miro Ukalovic (Göteborg) | Sundsvall Publik: 5 685 Domare: Miro Ukalovic (Göteborg) |
| 15:00 UTC+2 | 15:00 UTC+2   |               |                 |                 | Sundsvall Publik: 5 685 Domare: Miro Ukalovic (Göteborg) | Sundsvall Publik: 5 685 Domare: Miro Ukalovic (Göteborg) |

| 12          | 12 april 2004 | Helsingborgs IF     | 1 – 2           | Kalmar FF                              | Olympia                                                         |                                                                 |
| 15:00 UTC+2 | 15:00 UTC+2   | Gustaf Andersson 3′ | (1 – 1) Rapport | 45′ Svante Samuelsson 60′ Cesar Santin | Helsingborg Publik: 10 218 Domare: Åke Andreasson (Stenungsund) | Helsingborg Publik: 10 218 Domare: Åke Andreasson (Stenungsund) |
| 15:00 UTC+2 | 15:00 UTC+2   |                     |                 |                                        | Helsingborg Publik: 10 218 Domare: Åke Andreasson (Stenungsund) | Helsingborg Publik: 10 218 Domare: Åke Andreasson (Stenungsund) |
| 15:00 UTC+2 | 15:00 UTC+2   |                     |                 |                                        | Helsingborg Publik: 10 218 Domare: Åke Andreasson (Stenungsund) | Helsingborg Publik: 10 218 Domare: Åke Andreasson (Stenungsund) |

| 13          | 12 april 2004 | Örgryte IS | 0 – 0           | Hammarby IF | Gamla Ullevi                                                  |                                                               |
| 15:00 UTC+2 | 15:00 UTC+2   |            | (0 – 0) Rapport |             | Göteborg Publik: 7 067 Domare: Daniel Stålhammar (Landskrona) | Göteborg Publik: 7 067 Domare: Daniel Stålhammar (Landskrona) |
| 15:00 UTC+2 | 15:00 UTC+2   |            |                 |             | Göteborg Publik: 7 067 Domare: Daniel Stålhammar (Landskrona) | Göteborg Publik: 7 067 Domare: Daniel Stålhammar (Landskrona) |
| 15:00 UTC+2 | 15:00 UTC+2   |            |                 |             | Göteborg Publik: 7 067 Domare: Daniel Stålhammar (Landskrona) | Göteborg Publik: 7 067 Domare: Daniel Stålhammar (Landskrona) |

| 14          | 13 april 2004 | Djurgårdens IF                                                 | 3 – 1           | AIK | Råsunda                                                        |                                                                |
| 20:00 UTC+2 | 20:00 UTC+2   | Babis Stefanidis 53′ Stefan Bergtoft 59′ Andreas Johansson 67′ | (0 – 0) Rapport |     | Stockholm Publik: 32 590 Domare: Peter Fröjdfeldt (Eskilstuna) | Stockholm Publik: 32 590 Domare: Peter Fröjdfeldt (Eskilstuna) |
| 20:00 UTC+2 | 20:00 UTC+2   |                                                                |                 |     | Stockholm Publik: 32 590 Domare: Peter Fröjdfeldt (Eskilstuna) | Stockholm Publik: 32 590 Domare: Peter Fröjdfeldt (Eskilstuna) |
| 20:00 UTC+2 | 20:00 UTC+2   |                                                                |                 |     | Stockholm Publik: 32 590 Domare: Peter Fröjdfeldt (Eskilstuna) | Stockholm Publik: 32 590 Domare: Peter Fröjdfeldt (Eskilstuna) |

### Omgång 3
| 15          | 18 april 2004 | Landskrona BoIS | 0 – 1           | Örebro SK                 | Landskrona IP                                                 |                                                               |
| 17:00 UTC+2 | 17:00 UTC+2   |                 | (0 – 0) Rapport | 64′ Petter Furuseth-Olsen | Landskrona Publik: 5 858 Domare: Markus Strömbergsson (Gävle) | Landskrona Publik: 5 858 Domare: Markus Strömbergsson (Gävle) |
| 17:00 UTC+2 | 17:00 UTC+2   |                 |                 |                           | Landskrona Publik: 5 858 Domare: Markus Strömbergsson (Gävle) | Landskrona Publik: 5 858 Domare: Markus Strömbergsson (Gävle) |
| 17:00 UTC+2 | 17:00 UTC+2   |                 |                 |                           | Landskrona Publik: 5 858 Domare: Markus Strömbergsson (Gävle) | Landskrona Publik: 5 858 Domare: Markus Strömbergsson (Gävle) |

| 16          | 18 april 2004 | AIK | 0 – 0           | Trelleborgs FF | Råsunda                                                   |                                                           |
| 17:00 UTC+2 | 17:00 UTC+2   |     | (0 – 0) Rapport |                | Stockholm Publik: 14 745 Domare: Miro Ukalovic (Göteborg) | Stockholm Publik: 14 745 Domare: Miro Ukalovic (Göteborg) |
| 17:00 UTC+2 | 17:00 UTC+2   |     |                 |                | Stockholm Publik: 14 745 Domare: Miro Ukalovic (Göteborg) | Stockholm Publik: 14 745 Domare: Miro Ukalovic (Göteborg) |
| 17:00 UTC+2 | 17:00 UTC+2   |     |                 |                | Stockholm Publik: 14 745 Domare: Miro Ukalovic (Göteborg) | Stockholm Publik: 14 745 Domare: Miro Ukalovic (Göteborg) |

| 17          | 18 april 2004 | GIF Sundsvall   | 3 – 0           | Örgryte IS         | Idrottsparken                                             |                                                           |
| 17:00 UTC+2 | 17:00 UTC+2   | Cain Dotson 46′ | (0 – 0) Rapport | 87′ Aílton Almeida | Sundsvall Publik: 4 544 Domare: Stefan Johannesson (Täby) | Sundsvall Publik: 4 544 Domare: Stefan Johannesson (Täby) |
| 17:00 UTC+2 | 17:00 UTC+2   |                 |                 |                    | Sundsvall Publik: 4 544 Domare: Stefan Johannesson (Täby) | Sundsvall Publik: 4 544 Domare: Stefan Johannesson (Täby) |
| 17:00 UTC+2 | 17:00 UTC+2   |                 |                 |                    | Sundsvall Publik: 4 544 Domare: Stefan Johannesson (Täby) | Sundsvall Publik: 4 544 Domare: Stefan Johannesson (Täby) |

| 18          | 19 april 2004 | IF Elfsborg       | 1 – 5           | Malmö FF                                                               | Ryavallen                                            |                                                      |
| 19:00 UTC+2 | 19:00 UTC+2   | Lasse Nilsson 14′ | (1 – 3) Rapport | 29′, 32′, 78′ Afonso Alves 37′ Daniel Majstorović 82′ Patrik Andersson | Borås Publik: 7 593 Domare: Martin Hansson (Holmsjö) | Borås Publik: 7 593 Domare: Martin Hansson (Holmsjö) |
| 19:00 UTC+2 | 19:00 UTC+2   |                   |                 |                                                                        | Borås Publik: 7 593 Domare: Martin Hansson (Holmsjö) | Borås Publik: 7 593 Domare: Martin Hansson (Holmsjö) |
| 19:00 UTC+2 | 19:00 UTC+2   |                   |                 |                                                                        | Borås Publik: 7 593 Domare: Martin Hansson (Holmsjö) | Borås Publik: 7 593 Domare: Martin Hansson (Holmsjö) |

| 19          | 19 april 2004 | Helsingborgs IF    | 1 – 1           | Djurgårdens IF        | Olympia                                                   |                                                           |
| 19:00 UTC+2 | 19:00 UTC+2   | Jesper Jansson 85′ | (0 – 0) Rapport | 73′ Andreas Johansson | Helsingborg Publik: 10 254 Domare: Anders Frisk (Mölndal) | Helsingborg Publik: 10 254 Domare: Anders Frisk (Mölndal) |
| 19:00 UTC+2 | 19:00 UTC+2   |                    |                 |                       | Helsingborg Publik: 10 254 Domare: Anders Frisk (Mölndal) | Helsingborg Publik: 10 254 Domare: Anders Frisk (Mölndal) |
| 19:00 UTC+2 | 19:00 UTC+2   |                    |                 |                       | Helsingborg Publik: 10 254 Domare: Anders Frisk (Mölndal) | Helsingborg Publik: 10 254 Domare: Anders Frisk (Mölndal) |

| 20          | 19 april 2004 | IFK Göteborg | 0 – 0           | Halmstads BK | Gamla Ullevi                                                 |                                                              |
| 19:00 UTC+2 | 19:00 UTC+2   |              | (0 – 0) Rapport |              | Göteborg Publik: 11 083 Domare: Håkan Jonasson (Helsingborg) | Göteborg Publik: 11 083 Domare: Håkan Jonasson (Helsingborg) |
| 19:00 UTC+2 | 19:00 UTC+2   |              |                 |              | Göteborg Publik: 11 083 Domare: Håkan Jonasson (Helsingborg) | Göteborg Publik: 11 083 Domare: Håkan Jonasson (Helsingborg) |
| 19:00 UTC+2 | 19:00 UTC+2   |              |                 |              | Göteborg Publik: 11 083 Domare: Håkan Jonasson (Helsingborg) | Göteborg Publik: 11 083 Domare: Håkan Jonasson (Helsingborg) |

| 21          | 19 april 2004 | Kalmar FF         | 1 – 2           | Hammarby IF             | Fredriksskans IP                                            |                                                             |
| 19:00 UTC+2 | 19:00 UTC+2   | Dedé Anderson 71′ | (0 – 1) Rapport | 40′, 68′ Erik Johansson | Kalmar Publik: 8 103 Domare: Martin Ingvarsson (Hässleholm) | Kalmar Publik: 8 103 Domare: Martin Ingvarsson (Hässleholm) |
| 19:00 UTC+2 | 19:00 UTC+2   |                   |                 |                         | Kalmar Publik: 8 103 Domare: Martin Ingvarsson (Hässleholm) | Kalmar Publik: 8 103 Domare: Martin Ingvarsson (Hässleholm) |
| 19:00 UTC+2 | 19:00 UTC+2   |                   |                 |                         | Kalmar Publik: 8 103 Domare: Martin Ingvarsson (Hässleholm) | Kalmar Publik: 8 103 Domare: Martin Ingvarsson (Hässleholm) |

### Omgång 4
| 22          | 22 april 2004 | Örgryte IS                 | 1 – 1           | AIK              | Gamla Ullevi                                            |                                                         |
| 19:00 UTC+2 | 19:00 UTC+2   | Benjamin Kibebe 40′ (sjm.) | (1 – 1) Rapport | 21′ Mats Rubarth | Göteborg Publik: 5 067 Domare: Martin Hansson (Holmsjö) | Göteborg Publik: 5 067 Domare: Martin Hansson (Holmsjö) |
| 19:00 UTC+2 | 19:00 UTC+2   |                            |                 |                  | Göteborg Publik: 5 067 Domare: Martin Hansson (Holmsjö) | Göteborg Publik: 5 067 Domare: Martin Hansson (Holmsjö) |
| 19:00 UTC+2 | 19:00 UTC+2   |                            |                 |                  | Göteborg Publik: 5 067 Domare: Martin Hansson (Holmsjö) | Göteborg Publik: 5 067 Domare: Martin Hansson (Holmsjö) |

| 23          | 24 april 2004 | Malmö FF         | 1 – 0           | IFK Göteborg | Malmö Stadion                                         |                                                       |
| 14:00 UTC+2 | 14:00 UTC+2   | Tobias Grahn 39′ | (1 – 0) Rapport |              | Malmö Publik: 26 426 Domare: Jonas Eriksson (Sigtuna) | Malmö Publik: 26 426 Domare: Jonas Eriksson (Sigtuna) |
| 14:00 UTC+2 | 14:00 UTC+2   |                  |                 |              | Malmö Publik: 26 426 Domare: Jonas Eriksson (Sigtuna) | Malmö Publik: 26 426 Domare: Jonas Eriksson (Sigtuna) |
| 14:00 UTC+2 | 14:00 UTC+2   |                  |                 |              | Malmö Publik: 26 426 Domare: Jonas Eriksson (Sigtuna) | Malmö Publik: 26 426 Domare: Jonas Eriksson (Sigtuna) |

| 24          | 24 april 2004 | Hammarby IF        | 1 – 0           | IF Elfsborg | Söderstadion                                             |                                                          |
| 16:00 UTC+2 | 16:00 UTC+2   | Björn Runström 67′ | (0 – 0) Rapport |             | Stockholm Publik: 13 127 Domare: Leif Sundell (Borlänge) | Stockholm Publik: 13 127 Domare: Leif Sundell (Borlänge) |
| 16:00 UTC+2 | 16:00 UTC+2   |                    |                 |             | Stockholm Publik: 13 127 Domare: Leif Sundell (Borlänge) | Stockholm Publik: 13 127 Domare: Leif Sundell (Borlänge) |
| 16:00 UTC+2 | 16:00 UTC+2   |                    |                 |             | Stockholm Publik: 13 127 Domare: Leif Sundell (Borlänge) | Stockholm Publik: 13 127 Domare: Leif Sundell (Borlänge) |

| 25          | 24 april 2004 | Örebro SK          | 1 – 2           | Kalmar FF                           | Eyravallen                                          |                                                     |
| 16:00 UTC+2 | 16:00 UTC+2   | Patrik Haginge 62′ | (0 – 0) Rapport | 73′ Fábio Augusto 88′ Dedé Anderson | Örebro Publik: 7 617 Domare: Anders Frisk (Mölndal) | Örebro Publik: 7 617 Domare: Anders Frisk (Mölndal) |
| 16:00 UTC+2 | 16:00 UTC+2   |                    |                 |                                     | Örebro Publik: 7 617 Domare: Anders Frisk (Mölndal) | Örebro Publik: 7 617 Domare: Anders Frisk (Mölndal) |
| 16:00 UTC+2 | 16:00 UTC+2   |                    |                 |                                     | Örebro Publik: 7 617 Domare: Anders Frisk (Mölndal) | Örebro Publik: 7 617 Domare: Anders Frisk (Mölndal) |

| 26          | 25 april 2004 | Trelleborgs FF                                | 2 – 1           | Landskrona BoIS    | Vångavallen                                                     |                                                                 |
| 17:00 UTC+2 | 17:00 UTC+2   | Mats Lilienberg 30′ Eric Fischbein 76′ (str.) | (1 – 0) Rapport | 90+4′ Jonas Olsson | Trelleborg Publik: 5 030 Domare: Martin Ingvarsson (Hässleholm) | Trelleborg Publik: 5 030 Domare: Martin Ingvarsson (Hässleholm) |
| 17:00 UTC+2 | 17:00 UTC+2   |                                               |                 |                    | Trelleborg Publik: 5 030 Domare: Martin Ingvarsson (Hässleholm) | Trelleborg Publik: 5 030 Domare: Martin Ingvarsson (Hässleholm) |
| 17:00 UTC+2 | 17:00 UTC+2   |                                               |                 |                    | Trelleborg Publik: 5 030 Domare: Martin Ingvarsson (Hässleholm) | Trelleborg Publik: 5 030 Domare: Martin Ingvarsson (Hässleholm) |

| 27          | 25 april 2004 | Djurgårdens IF                                | 3 – 1           | GIF Sundsvall         | Stockholms stadion                                              |                                                                 |
| 17:00 UTC+2 | 17:00 UTC+2   | Andreas Johansson 6′ Geert den Ouden 45′, 68′ | (2 – 0) Rapport | 58′ Jonas Wallerstedt | Stockholm Publik: 11 755 Domare: Daniel Stålhammar (Landskrona) | Stockholm Publik: 11 755 Domare: Daniel Stålhammar (Landskrona) |
| 17:00 UTC+2 | 17:00 UTC+2   |                                               |                 |                       | Stockholm Publik: 11 755 Domare: Daniel Stålhammar (Landskrona) | Stockholm Publik: 11 755 Domare: Daniel Stålhammar (Landskrona) |
| 17:00 UTC+2 | 17:00 UTC+2   |                                               |                 |                       | Stockholm Publik: 11 755 Domare: Daniel Stålhammar (Landskrona) | Stockholm Publik: 11 755 Domare: Daniel Stålhammar (Landskrona) |

| 28          | 25 april 2004 | Halmstads BK                                             | 3 – 2           | Helsingborgs IF            | Örjans vall                                             |                                                         |
| 17:00 UTC+2 | 17:00 UTC+2   | Markus Rosenberg 46′ Sharbel Touma 53′ Tommy Jönsson 65′ | (0 – 2) Rapport | 13′, 42′ Mattias Lindström | Halmstad Publik: 6 644 Domare: Miro Ukalovic (Göteborg) | Halmstad Publik: 6 644 Domare: Miro Ukalovic (Göteborg) |
| 17:00 UTC+2 | 17:00 UTC+2   |                                                          |                 |                            | Halmstad Publik: 6 644 Domare: Miro Ukalovic (Göteborg) | Halmstad Publik: 6 644 Domare: Miro Ukalovic (Göteborg) |
| 17:00 UTC+2 | 17:00 UTC+2   |                                                          |                 |                            | Halmstad Publik: 6 644 Domare: Miro Ukalovic (Göteborg) | Halmstad Publik: 6 644 Domare: Miro Ukalovic (Göteborg) |

### Omgång 5
| 29          | 2 maj 2004  | Kalmar FF              | 2 – 1           | GIF Sundsvall  | Fredriksskans IP                                      |                                                       |
| 17:00 UTC+2 | 17:00 UTC+2 | Dedé Anderson 57′, 79′ | (0 – 0) Rapport | 48′ Hans Bergh | Kalmar Publik: 6 031 Domare: Jonas Eriksson (Sigtuna) | Kalmar Publik: 6 031 Domare: Jonas Eriksson (Sigtuna) |
| 17:00 UTC+2 | 17:00 UTC+2 |                        |                 |                | Kalmar Publik: 6 031 Domare: Jonas Eriksson (Sigtuna) | Kalmar Publik: 6 031 Domare: Jonas Eriksson (Sigtuna) |
| 17:00 UTC+2 | 17:00 UTC+2 |                        |                 |                | Kalmar Publik: 6 031 Domare: Jonas Eriksson (Sigtuna) | Kalmar Publik: 6 031 Domare: Jonas Eriksson (Sigtuna) |

| 30          | 2 maj 2004  | Landskrona BoIS                           | 2 – 0           | Djurgårdens IF | Landskrona IP                                            |                                                          |
| 17:00 UTC+2 | 17:00 UTC+2 | Jörgen Pettersson 62′ Hasan Cetinkaya 87′ | (0 – 0) Rapport |                | Landskrona Publik: 6 387 Domare: Leif Sundell (Borlänge) | Landskrona Publik: 6 387 Domare: Leif Sundell (Borlänge) |
| 17:00 UTC+2 | 17:00 UTC+2 |                                           |                 |                | Landskrona Publik: 6 387 Domare: Leif Sundell (Borlänge) | Landskrona Publik: 6 387 Domare: Leif Sundell (Borlänge) |
| 17:00 UTC+2 | 17:00 UTC+2 |                                           |                 |                | Landskrona Publik: 6 387 Domare: Leif Sundell (Borlänge) | Landskrona Publik: 6 387 Domare: Leif Sundell (Borlänge) |

| 31          | 2 maj 2004  | Örebro SK       | 1 – 2           | Hammarby IF               | Eyravallen                                                 |                                                            |
| 19:00 UTC+2 | 19:00 UTC+2 | Lars Larsen 59′ | (0 – 2) Rapport | 17′, 39′ Petter Andersson | Örebro Publik: 10 485 Domare: Håkan Jonasson (Helsingborg) | Örebro Publik: 10 485 Domare: Håkan Jonasson (Helsingborg) |
| 19:00 UTC+2 | 19:00 UTC+2 |                 |                 |                           | Örebro Publik: 10 485 Domare: Håkan Jonasson (Helsingborg) | Örebro Publik: 10 485 Domare: Håkan Jonasson (Helsingborg) |
| 19:00 UTC+2 | 19:00 UTC+2 |                 |                 |                           | Örebro Publik: 10 485 Domare: Håkan Jonasson (Helsingborg) | Örebro Publik: 10 485 Domare: Håkan Jonasson (Helsingborg) |

| 32          | 3 maj 2004  | IF Elfsborg       | 1 – 1           | Helsingborgs IF      | Ryavallen                                                 |                                                           |
| 19:00 UTC+2 | 19:00 UTC+2 | Samuel Holmén 33′ | (1 – 0) Rapport | 64′ Gustaf Andersson | Borås Publik: 5 209 Domare: Peter Fröjdfeldt (Eskilstuna) | Borås Publik: 5 209 Domare: Peter Fröjdfeldt (Eskilstuna) |
| 19:00 UTC+2 | 19:00 UTC+2 |                   |                 |                      | Borås Publik: 5 209 Domare: Peter Fröjdfeldt (Eskilstuna) | Borås Publik: 5 209 Domare: Peter Fröjdfeldt (Eskilstuna) |
| 19:00 UTC+2 | 19:00 UTC+2 |                   |                 |                      | Borås Publik: 5 209 Domare: Peter Fröjdfeldt (Eskilstuna) | Borås Publik: 5 209 Domare: Peter Fröjdfeldt (Eskilstuna) |

| 33          | 3 maj 2004  | AIK | 0 – 2           | Halmstads BK                        | Råsunda                                                   |                                                           |
| 19:00 UTC+2 | 19:00 UTC+2 |     | (0 – 2) Rapport | 16′ Sharbel Touma 41′ Per Johansson | Stockholm Publik: 12 317 Domare: Martin Hansson (Holmsjö) | Stockholm Publik: 12 317 Domare: Martin Hansson (Holmsjö) |
| 19:00 UTC+2 | 19:00 UTC+2 |     |                 |                                     | Stockholm Publik: 12 317 Domare: Martin Hansson (Holmsjö) | Stockholm Publik: 12 317 Domare: Martin Hansson (Holmsjö) |
| 19:00 UTC+2 | 19:00 UTC+2 |     |                 |                                     | Stockholm Publik: 12 317 Domare: Martin Hansson (Holmsjö) | Stockholm Publik: 12 317 Domare: Martin Hansson (Holmsjö) |

| 34          | 3 maj 2004  | Trelleborgs FF     | 1 – 1           | Malmö FF        | Vångavallen                                                |                                                            |
| 19:00 UTC+2 | 19:00 UTC+2 | Kristian Haynes 7′ | (1 – 1) Rapport | 22′ Jon Jönsson | Trelleborg Publik: 9 843 Domare: Stefan Johannesson (Täby) | Trelleborg Publik: 9 843 Domare: Stefan Johannesson (Täby) |
| 19:00 UTC+2 | 19:00 UTC+2 |                    |                 |                 | Trelleborg Publik: 9 843 Domare: Stefan Johannesson (Täby) | Trelleborg Publik: 9 843 Domare: Stefan Johannesson (Täby) |
| 19:00 UTC+2 | 19:00 UTC+2 |                    |                 |                 | Trelleborg Publik: 9 843 Domare: Stefan Johannesson (Täby) | Trelleborg Publik: 9 843 Domare: Stefan Johannesson (Täby) |

| 35          | 4 maj 2004  | Örgryte IS         | 1 – 2           | IFK Göteborg                            | Nya Ullevi                                               |                                                          |
| 19:00 UTC+2 | 19:00 UTC+2 | Aílton Almeida 42′ | (1 – 2) Rapport | 13′ Håkan Mild 15′ Niclas Alexandersson | Göteborg Publik: 40 186 Domare: Miro Ukalovic (Göteborg) | Göteborg Publik: 40 186 Domare: Miro Ukalovic (Göteborg) |
| 19:00 UTC+2 | 19:00 UTC+2 |                    |                 |                                         | Göteborg Publik: 40 186 Domare: Miro Ukalovic (Göteborg) | Göteborg Publik: 40 186 Domare: Miro Ukalovic (Göteborg) |
| 19:00 UTC+2 | 19:00 UTC+2 |                    |                 |                                         | Göteborg Publik: 40 186 Domare: Miro Ukalovic (Göteborg) | Göteborg Publik: 40 186 Domare: Miro Ukalovic (Göteborg) |

### Omgång 6
| 36          | 6 maj 2004  | Malmö FF | 0 – 0           | AIK | Malmö Stadion                                        |                                                      |
| 19:00 UTC+2 | 19:00 UTC+2 |          | (0 – 0) Rapport |     | Malmö Publik: 21 229 Domare: Leif Sundell (Borlänge) | Malmö Publik: 21 229 Domare: Leif Sundell (Borlänge) |
| 19:00 UTC+2 | 19:00 UTC+2 |          |                 |     | Malmö Publik: 21 229 Domare: Leif Sundell (Borlänge) | Malmö Publik: 21 229 Domare: Leif Sundell (Borlänge) |
| 19:00 UTC+2 | 19:00 UTC+2 |          |                 |     | Malmö Publik: 21 229 Domare: Leif Sundell (Borlänge) | Malmö Publik: 21 229 Domare: Leif Sundell (Borlänge) |

| 37          | 9 maj 2004  | Halmstads BK                                                               | 5 – 3           | Landskrona BoIS                                                  | Örjans vall                                              |                                                          |
| 14:00 UTC+2 | 14:00 UTC+2 | Yaw Preko 10′, 55′ Patrik Ingelsten 28′ Sharbel Touma 38′ Björn Anklev 88′ | (3 – 0) Rapport | 60′ (str.) Jörgen Pettersson 74′ Jonas Lindh 78′ Johan Andersson | Halmstad Publik: 6 131 Domare: Stefan Johannesson (Täby) | Halmstad Publik: 6 131 Domare: Stefan Johannesson (Täby) |
| 14:00 UTC+2 | 14:00 UTC+2 |                                                                            |                 |                                                                  | Halmstad Publik: 6 131 Domare: Stefan Johannesson (Täby) | Halmstad Publik: 6 131 Domare: Stefan Johannesson (Täby) |
| 14:00 UTC+2 | 14:00 UTC+2 |                                                                            |                 |                                                                  | Halmstad Publik: 6 131 Domare: Stefan Johannesson (Täby) | Halmstad Publik: 6 131 Domare: Stefan Johannesson (Täby) |

| 38          | 9 maj 2004  | Djurgårdens IF | 0 – 3           | Kalmar FF                                                  | Råsunda                                                   |                                                           |
| 14:00 UTC+2 | 14:00 UTC+2 |                | (0 – 0) Rapport | 48′ Dedé Anderson 52′ Svante Samuelsson 80′ Daniel Mobaeck | Stockholm Publik: 11 308 Domare: Miro Ukalovic (Göteborg) | Stockholm Publik: 11 308 Domare: Miro Ukalovic (Göteborg) |
| 14:00 UTC+2 | 14:00 UTC+2 |                |                 |                                                            | Stockholm Publik: 11 308 Domare: Miro Ukalovic (Göteborg) | Stockholm Publik: 11 308 Domare: Miro Ukalovic (Göteborg) |
| 14:00 UTC+2 | 14:00 UTC+2 |                |                 |                                                            | Stockholm Publik: 11 308 Domare: Miro Ukalovic (Göteborg) | Stockholm Publik: 11 308 Domare: Miro Ukalovic (Göteborg) |

| 39          | 9 maj 2004  | GIF Sundsvall | 0 – 0           | IF Elfsborg | Idrottsparken                                                |                                                              |
| 14:00 UTC+2 | 14:00 UTC+2 |               | (0 – 0) Rapport |             | Sundsvall Publik: 5 129 Domare: Markus Strömbergsson (Gävle) | Sundsvall Publik: 5 129 Domare: Markus Strömbergsson (Gävle) |
| 14:00 UTC+2 | 14:00 UTC+2 |               |                 |             | Sundsvall Publik: 5 129 Domare: Markus Strömbergsson (Gävle) | Sundsvall Publik: 5 129 Domare: Markus Strömbergsson (Gävle) |
| 14:00 UTC+2 | 14:00 UTC+2 |               |                 |             | Sundsvall Publik: 5 129 Domare: Markus Strömbergsson (Gävle) | Sundsvall Publik: 5 129 Domare: Markus Strömbergsson (Gävle) |

| 40          | 10 maj 2004 | Örgryte IS                                   | 2 – 2           | Örebro SK                          | Gamla Ullevi                                                  |                                                               |
| 19:00 UTC+2 | 19:00 UTC+2 | Paulinho Guará 81′ Tryggvi Gudmundsson 90+3′ | (0 – 0) Rapport | 59′ Patrik Haginge 66′ Lars Larsen | Göteborg Publik: 4 043 Domare: Daniel Stålhammar (Landskrona) | Göteborg Publik: 4 043 Domare: Daniel Stålhammar (Landskrona) |
| 19:00 UTC+2 | 19:00 UTC+2 |                                              |                 |                                    | Göteborg Publik: 4 043 Domare: Daniel Stålhammar (Landskrona) | Göteborg Publik: 4 043 Domare: Daniel Stålhammar (Landskrona) |
| 19:00 UTC+2 | 19:00 UTC+2 |                                              |                 |                                    | Göteborg Publik: 4 043 Domare: Daniel Stålhammar (Landskrona) | Göteborg Publik: 4 043 Domare: Daniel Stålhammar (Landskrona) |

| 41          | 10 maj 2004 | Hammarby IF | 0 – 1           | Trelleborgs FF | Söderstadion                                                |                                                             |
| 19:00 UTC+2 | 19:00 UTC+2 |             | (0 – 1) Rapport | 25′ Jens Sloth | Stockholm Publik: 11 612 Domare: Martin Hansson (Stockholm) | Stockholm Publik: 11 612 Domare: Martin Hansson (Stockholm) |
| 19:00 UTC+2 | 19:00 UTC+2 |             |                 |                | Stockholm Publik: 11 612 Domare: Martin Hansson (Stockholm) | Stockholm Publik: 11 612 Domare: Martin Hansson (Stockholm) |
| 19:00 UTC+2 | 19:00 UTC+2 |             |                 |                | Stockholm Publik: 11 612 Domare: Martin Hansson (Stockholm) | Stockholm Publik: 11 612 Domare: Martin Hansson (Stockholm) |

| 42          | 10 maj 2004 | Helsingborgs IF    | 1 – 2           | IFK Göteborg                              | Olympia                                                     |                                                             |
| 19:00 UTC+2 | 19:00 UTC+2 | Peter Graulund 59′ | (0 – 1) Rapport | 41′ (str.) Peter Ijeh 67′ Mikael Sandklef | Helsingborg Publik: 10 801 Domare: Jonas Eriksson (Sigtuna) | Helsingborg Publik: 10 801 Domare: Jonas Eriksson (Sigtuna) |
| 19:00 UTC+2 | 19:00 UTC+2 |                    |                 |                                           | Helsingborg Publik: 10 801 Domare: Jonas Eriksson (Sigtuna) | Helsingborg Publik: 10 801 Domare: Jonas Eriksson (Sigtuna) |
| 19:00 UTC+2 | 19:00 UTC+2 |                    |                 |                                           | Helsingborg Publik: 10 801 Domare: Jonas Eriksson (Sigtuna) | Helsingborg Publik: 10 801 Domare: Jonas Eriksson (Sigtuna) |

### Omgång 7
| 43          | 12 maj 2004 | IF Elfsborg | 0 – 0           | Djurgårdens IF | Ryavallen                                                |                                                          |
| 19:00 UTC+2 | 19:00 UTC+2 |             | (0 – 0) Rapport |                | Borås Publik: 5 520 Domare: Håkan Jonasson (Helsingborg) | Borås Publik: 5 520 Domare: Håkan Jonasson (Helsingborg) |
| 19:00 UTC+2 | 19:00 UTC+2 |             |                 |                | Borås Publik: 5 520 Domare: Håkan Jonasson (Helsingborg) | Borås Publik: 5 520 Domare: Håkan Jonasson (Helsingborg) |
| 19:00 UTC+2 | 19:00 UTC+2 |             |                 |                | Borås Publik: 5 520 Domare: Håkan Jonasson (Helsingborg) | Borås Publik: 5 520 Domare: Håkan Jonasson (Helsingborg) |

| 44          | 12 maj 2004 | Kalmar FF         | 1 – 3           | AIK                                        | Fredriksskans IP                                          |                                                           |
| 19:00 UTC+2 | 19:00 UTC+2 | Fábio Augusto 85′ | (0 – 0) Rapport | 54′, 90+4′ Sharbel Touma 59′ Tommy Jönsson | Kalmar Publik: 6 474 Domare: Åke Andreasson (Stenungsund) | Kalmar Publik: 6 474 Domare: Åke Andreasson (Stenungsund) |
| 19:00 UTC+2 | 19:00 UTC+2 |                   |                 |                                            | Kalmar Publik: 6 474 Domare: Åke Andreasson (Stenungsund) | Kalmar Publik: 6 474 Domare: Åke Andreasson (Stenungsund) |
| 19:00 UTC+2 | 19:00 UTC+2 |                   |                 |                                            | Kalmar Publik: 6 474 Domare: Åke Andreasson (Stenungsund) | Kalmar Publik: 6 474 Domare: Åke Andreasson (Stenungsund) |

| 45          | 12 maj 2004 | Landskrona BoIS                          | 2 – 1           | Malmö FF         | Landskrona IP                                                  |                                                                |
| 19:00 UTC+2 | 19:00 UTC+2 | Jones Kusi-Asare 17′ Johan Andersson 63′ | (1 – 0) Rapport | 75′ Olof Persson | Landskrona Publik: 8 495 Domare: Peter Fröjdfeldt (Eskilstuna) | Landskrona Publik: 8 495 Domare: Peter Fröjdfeldt (Eskilstuna) |
| 19:00 UTC+2 | 19:00 UTC+2 |                                          |                 |                  | Landskrona Publik: 8 495 Domare: Peter Fröjdfeldt (Eskilstuna) | Landskrona Publik: 8 495 Domare: Peter Fröjdfeldt (Eskilstuna) |
| 19:00 UTC+2 | 19:00 UTC+2 |                                          |                 |                  | Landskrona Publik: 8 495 Domare: Peter Fröjdfeldt (Eskilstuna) | Landskrona Publik: 8 495 Domare: Peter Fröjdfeldt (Eskilstuna) |

| 46          | 13 maj 2004 | Trelleborgs FF    | 1 – 2           | Örebro SK                                   | Vångavallen                                               |                                                           |
| 19:00 UTC+2 | 19:00 UTC+2 | Patrik Redo 90+2′ | (0 – 1) Rapport | 20′ Petter Furuseth-Olsen 53′ Ricardo Costa | Trelleborg Publik: 4 042 Domare: Miro Ukalovic (Göteborg) | Trelleborg Publik: 4 042 Domare: Miro Ukalovic (Göteborg) |
| 19:00 UTC+2 | 19:00 UTC+2 |                   |                 |                                             | Trelleborg Publik: 4 042 Domare: Miro Ukalovic (Göteborg) | Trelleborg Publik: 4 042 Domare: Miro Ukalovic (Göteborg) |
| 19:00 UTC+2 | 19:00 UTC+2 |                   |                 |                                             | Trelleborg Publik: 4 042 Domare: Miro Ukalovic (Göteborg) | Trelleborg Publik: 4 042 Domare: Miro Ukalovic (Göteborg) |

| 47          | 13 maj 2004 | Helsingborgs IF                             | 3 – 0           | Örgryte IS | Olympia                                                    |                                                            |
| 19:00 UTC+2 | 19:00 UTC+2 | Peter Graulund 6′, 54′ Gustaf Andersson 12′ | (2 – 0) Rapport |            | Helsingborg Publik: 6 520 Domare: Martin Hansson (Holmsjö) | Helsingborg Publik: 6 520 Domare: Martin Hansson (Holmsjö) |
| 19:00 UTC+2 | 19:00 UTC+2 |                                             |                 |            | Helsingborg Publik: 6 520 Domare: Martin Hansson (Holmsjö) | Helsingborg Publik: 6 520 Domare: Martin Hansson (Holmsjö) |
| 19:00 UTC+2 | 19:00 UTC+2 |                                             |                 |            | Helsingborg Publik: 6 520 Domare: Martin Hansson (Holmsjö) | Helsingborg Publik: 6 520 Domare: Martin Hansson (Holmsjö) |

| 48          | 13 maj 2004 | IFK Göteborg | 0 – 1           | GIF Sundsvall               | Gamla Ullevi                                                  |                                                               |
| 19:00 UTC+2 | 19:00 UTC+2 |              | (0 – 0) Rapport | 61′ Patrik Eriksson-Ohlsson | Göteborg Publik: 7 273 Domare: Daniel Stålhammar (Landskrona) | Göteborg Publik: 7 273 Domare: Daniel Stålhammar (Landskrona) |
| 19:00 UTC+2 | 19:00 UTC+2 |              |                 |                             | Göteborg Publik: 7 273 Domare: Daniel Stålhammar (Landskrona) | Göteborg Publik: 7 273 Domare: Daniel Stålhammar (Landskrona) |
| 19:00 UTC+2 | 19:00 UTC+2 |              |                 |                             | Göteborg Publik: 7 273 Domare: Daniel Stålhammar (Landskrona) | Göteborg Publik: 7 273 Domare: Daniel Stålhammar (Landskrona) |

| 49          | 13 maj 2004 | AIK | 0 – 1           | Hammarby IF          | Råsunda                                                 |                                                         |
| 19:00 UTC+2 | 19:00 UTC+2 |     | (0 – 0) Rapport | 48′ Petter Andersson | Stockholm Publik: 27 612 Domare: Anders Frisk (Mölndal) | Stockholm Publik: 27 612 Domare: Anders Frisk (Mölndal) |
| 19:00 UTC+2 | 19:00 UTC+2 |     |                 |                      | Stockholm Publik: 27 612 Domare: Anders Frisk (Mölndal) | Stockholm Publik: 27 612 Domare: Anders Frisk (Mölndal) |
| 19:00 UTC+2 | 19:00 UTC+2 |     |                 |                      | Stockholm Publik: 27 612 Domare: Anders Frisk (Mölndal) | Stockholm Publik: 27 612 Domare: Anders Frisk (Mölndal) |

### Omgång 8
| 50          | 16 maj 2004 | Halmstads BK                                          | 3 – 0           | IF Elfsborg | Örjans vall                                           |                                                       |
| 17:00 UTC+2 | 17:00 UTC+2 | Markus Rosenberg 4′ Dusan Djuric 36′ Björn Anklev 87′ | (2 – 0) Rapport |             | Halmstad Publik: 7 011 Domare: Anders Frisk (Mölndal) | Halmstad Publik: 7 011 Domare: Anders Frisk (Mölndal) |
| 17:00 UTC+2 | 17:00 UTC+2 |                                                       |                 |             | Halmstad Publik: 7 011 Domare: Anders Frisk (Mölndal) | Halmstad Publik: 7 011 Domare: Anders Frisk (Mölndal) |
| 17:00 UTC+2 | 17:00 UTC+2 |                                                       |                 |             | Halmstad Publik: 7 011 Domare: Anders Frisk (Mölndal) | Halmstad Publik: 7 011 Domare: Anders Frisk (Mölndal) |

| 51          | 16 maj 2004 | GIF Sundsvall                                     | 3 – 3           | Helsingborgs IF                                             | Idrottsparken                                           |                                                         |
| 17:00 UTC+2 | 17:00 UTC+2 | Jonas Wallerstedt 38′, 76′ Andreas Hermansson 69′ | (1 – 1) Rapport | 31′ Andreas Dahl 54′ Mattias Lindström 83′ Tobias Johansson | Sundsvall Publik: 5 132 Domare: Leif Sundell (Borlänge) | Sundsvall Publik: 5 132 Domare: Leif Sundell (Borlänge) |
| 17:00 UTC+2 | 17:00 UTC+2 |                                                   |                 |                                                             | Sundsvall Publik: 5 132 Domare: Leif Sundell (Borlänge) | Sundsvall Publik: 5 132 Domare: Leif Sundell (Borlänge) |
| 17:00 UTC+2 | 17:00 UTC+2 |                                                   |                 |                                                             | Sundsvall Publik: 5 132 Domare: Leif Sundell (Borlänge) | Sundsvall Publik: 5 132 Domare: Leif Sundell (Borlänge) |

| 52          | 17 maj 2004 | Hammarby IF                                                             | 3 – 1           | Landskrona BoIS     | Söderstadion                                                  |                                                               |
| 19:00 UTC+2 | 19:00 UTC+2 | Pétur Marteinsson 79′ (str.) Björn Runström 85′ Max von Schlebrügge 90′ | (0 – 0) Rapport | 73′ Johan Andersson | Stockholm Publik: 11 128 Domare: Åke Andreasson (Stenungsund) | Stockholm Publik: 11 128 Domare: Åke Andreasson (Stenungsund) |
| 19:00 UTC+2 | 19:00 UTC+2 |                                                                         |                 |                     | Stockholm Publik: 11 128 Domare: Åke Andreasson (Stenungsund) | Stockholm Publik: 11 128 Domare: Åke Andreasson (Stenungsund) |
| 19:00 UTC+2 | 19:00 UTC+2 |                                                                         |                 |                     | Stockholm Publik: 11 128 Domare: Åke Andreasson (Stenungsund) | Stockholm Publik: 11 128 Domare: Åke Andreasson (Stenungsund) |

| 53          | 17 maj 2004 | Malmö FF | 0 – 0           | Kalmar FF | Malmö Stadion                                          |                                                        |
| 19:00 UTC+2 | 19:00 UTC+2 |          | (0 – 0) Rapport |           | Malmö Publik: 17 332 Domare: Stefan Johannesson (Täby) | Malmö Publik: 17 332 Domare: Stefan Johannesson (Täby) |
| 19:00 UTC+2 | 19:00 UTC+2 |          |                 |           | Malmö Publik: 17 332 Domare: Stefan Johannesson (Täby) | Malmö Publik: 17 332 Domare: Stefan Johannesson (Täby) |
| 19:00 UTC+2 | 19:00 UTC+2 |          |                 |           | Malmö Publik: 17 332 Domare: Stefan Johannesson (Täby) | Malmö Publik: 17 332 Domare: Stefan Johannesson (Täby) |

| 54          | 17 maj 2004 | Örebro SK                         | 2 – 1           | AIK               | Eyravallen                                                   |                                                              |
| 19:00 UTC+2 | 19:00 UTC+2 | Lars Larsen 44′ Ricardo Costa 71′ | (1 – 0) Rapport | 72′ Fredrik Björk | Örebro Publik: 10 105 Domare: Daniel Stålhammar (Landskrona) | Örebro Publik: 10 105 Domare: Daniel Stålhammar (Landskrona) |
| 19:00 UTC+2 | 19:00 UTC+2 |                                   |                 |                   | Örebro Publik: 10 105 Domare: Daniel Stålhammar (Landskrona) | Örebro Publik: 10 105 Domare: Daniel Stålhammar (Landskrona) |
| 19:00 UTC+2 | 19:00 UTC+2 |                                   |                 |                   | Örebro Publik: 10 105 Domare: Daniel Stålhammar (Landskrona) | Örebro Publik: 10 105 Domare: Daniel Stålhammar (Landskrona) |

| 55          | 18 maj 2004 | Djurgårdens IF        | 1 – 2           | IFK Göteborg                            | Råsunda                                                        |                                                                |
| 19:00 UTC+2 | 19:00 UTC+2 | Andreas Johansson 74′ | (0 – 2) Rapport | 19′ Magnus Erlingmark 23′ George Mourad | Stockholm Publik: 15 079 Domare: Peter Fröjdfeldt (Eskilstuna) | Stockholm Publik: 15 079 Domare: Peter Fröjdfeldt (Eskilstuna) |
| 19:00 UTC+2 | 19:00 UTC+2 |                       |                 |                                         | Stockholm Publik: 15 079 Domare: Peter Fröjdfeldt (Eskilstuna) | Stockholm Publik: 15 079 Domare: Peter Fröjdfeldt (Eskilstuna) |
| 19:00 UTC+2 | 19:00 UTC+2 |                       |                 |                                         | Stockholm Publik: 15 079 Domare: Peter Fröjdfeldt (Eskilstuna) | Stockholm Publik: 15 079 Domare: Peter Fröjdfeldt (Eskilstuna) |

| 56          | 20 maj 2004 | Örgryte IS        | 1 – 0           | Trelleborgs FF | Gamla Ullevi                                                   |                                                                |
| 17:00 UTC+2 | 17:00 UTC+2 | Aílton Almeida 6′ | (1 – 0) Rapport |                | Göteborg Publik: 4 164 Domare: Markus Strömbergsson (Göteborg) | Göteborg Publik: 4 164 Domare: Markus Strömbergsson (Göteborg) |
| 17:00 UTC+2 | 17:00 UTC+2 |                   |                 |                | Göteborg Publik: 4 164 Domare: Markus Strömbergsson (Göteborg) | Göteborg Publik: 4 164 Domare: Markus Strömbergsson (Göteborg) |
| 17:00 UTC+2 | 17:00 UTC+2 |                   |                 |                | Göteborg Publik: 4 164 Domare: Markus Strömbergsson (Göteborg) | Göteborg Publik: 4 164 Domare: Markus Strömbergsson (Göteborg) |

### Omgång 9
| 57          | 23 maj 2004 | Kalmar FF                             | 2 – 0           | Trelleborgs FF | Fredriksskans IP                                           |                                                            |
| 17:00 UTC+2 | 17:00 UTC+2 | Dedé Anderson 12′ Lasse Johansson 63′ | (1 – 0) Rapport |                | Kalmar Publik: 5 228 Domare: Peter Fröjdfeldt (Eskilstuna) | Kalmar Publik: 5 228 Domare: Peter Fröjdfeldt (Eskilstuna) |
| 17:00 UTC+2 | 17:00 UTC+2 |                                       |                 |                | Kalmar Publik: 5 228 Domare: Peter Fröjdfeldt (Eskilstuna) | Kalmar Publik: 5 228 Domare: Peter Fröjdfeldt (Eskilstuna) |
| 17:00 UTC+2 | 17:00 UTC+2 |                                       |                 |                | Kalmar Publik: 5 228 Domare: Peter Fröjdfeldt (Eskilstuna) | Kalmar Publik: 5 228 Domare: Peter Fröjdfeldt (Eskilstuna) |

| 58          | 23 maj 2004 | Landskrona BoIS | 0 – 1           | AIK                 | Landskrona IP                                           |                                                         |
| 17:00 UTC+2 | 17:00 UTC+2 |                 | (0 – 0) Rapport | 58′ Mattias Moström | Landskrona Publik: 5 653 Domare: Anders Frisk (Mölndal) | Landskrona Publik: 5 653 Domare: Anders Frisk (Mölndal) |
| 17:00 UTC+2 | 17:00 UTC+2 |                 |                 |                     | Landskrona Publik: 5 653 Domare: Anders Frisk (Mölndal) | Landskrona Publik: 5 653 Domare: Anders Frisk (Mölndal) |
| 17:00 UTC+2 | 17:00 UTC+2 |                 |                 |                     | Landskrona Publik: 5 653 Domare: Anders Frisk (Mölndal) | Landskrona Publik: 5 653 Domare: Anders Frisk (Mölndal) |

| 59          | 23 maj 2004 | GIF Sundsvall       | 1 – 0           | Halmstads BK | Idrottsparken                                                |                                                              |
| 17:00 UTC+2 | 17:00 UTC+2 | Kalle Ljungberg 71′ | (0 – 0) Rapport |              | Sundsvall Publik: 5 673 Domare: Håkan Jonasson (Helsingborg) | Sundsvall Publik: 5 673 Domare: Håkan Jonasson (Helsingborg) |
| 17:00 UTC+2 | 17:00 UTC+2 |                     |                 |              | Sundsvall Publik: 5 673 Domare: Håkan Jonasson (Helsingborg) | Sundsvall Publik: 5 673 Domare: Håkan Jonasson (Helsingborg) |
| 17:00 UTC+2 | 17:00 UTC+2 |                     |                 |              | Sundsvall Publik: 5 673 Domare: Håkan Jonasson (Helsingborg) | Sundsvall Publik: 5 673 Domare: Håkan Jonasson (Helsingborg) |

| 60          | 24 maj 2004 | IF Elfsborg                              | 3 – 0           | Örebro SK | Ryavallen                                            |                                                      |
| 19:00 UTC+2 | 19:00 UTC+2 | Lasse Nilsson 61′, 88′ Hans Berggren 70′ | (0 – 0) Rapport |           | Borås Publik: 6 435 Domare: Miro Ukalovic (Göteborg) | Borås Publik: 6 435 Domare: Miro Ukalovic (Göteborg) |
| 19:00 UTC+2 | 19:00 UTC+2 |                                          |                 |           | Borås Publik: 6 435 Domare: Miro Ukalovic (Göteborg) | Borås Publik: 6 435 Domare: Miro Ukalovic (Göteborg) |
| 19:00 UTC+2 | 19:00 UTC+2 |                                          |                 |           | Borås Publik: 6 435 Domare: Miro Ukalovic (Göteborg) | Borås Publik: 6 435 Domare: Miro Ukalovic (Göteborg) |

| 61          | 24 maj 2004 | Djurgårdens IF                      | 2 – 1           | Örgryte IS         | Råsunda                                                        |                                                                |
| 19:00 UTC+2 | 19:00 UTC+2 | Daniel Sjölund 56′ Babis Stefanidis | (0 – 0) Rapport | 54′ Paulinho Guará | Stockholm Publik: 8 711 Domare: Martin Ingvarsson (Hässleholm) | Stockholm Publik: 8 711 Domare: Martin Ingvarsson (Hässleholm) |
| 19:00 UTC+2 | 19:00 UTC+2 |                                     |                 |                    | Stockholm Publik: 8 711 Domare: Martin Ingvarsson (Hässleholm) | Stockholm Publik: 8 711 Domare: Martin Ingvarsson (Hässleholm) |
| 19:00 UTC+2 | 19:00 UTC+2 |                                     |                 |                    | Stockholm Publik: 8 711 Domare: Martin Ingvarsson (Hässleholm) | Stockholm Publik: 8 711 Domare: Martin Ingvarsson (Hässleholm) |

| 62          | 24 maj 2004 | Helsingborgs IF | 0 – 2           | Malmö FF                               | Olympia                                                     |                                                             |
| 19:00 UTC+2 | 19:00 UTC+2 |                 | (0 – 0) Rapport | 56′ Andreas Yngvesson 89′ Afonso Alves | Helsingborg Publik: 16 069 Domare: Martin Hansson (Holmsjö) | Helsingborg Publik: 16 069 Domare: Martin Hansson (Holmsjö) |
| 19:00 UTC+2 | 19:00 UTC+2 |                 |                 |                                        | Helsingborg Publik: 16 069 Domare: Martin Hansson (Holmsjö) | Helsingborg Publik: 16 069 Domare: Martin Hansson (Holmsjö) |
| 19:00 UTC+2 | 19:00 UTC+2 |                 |                 |                                        | Helsingborg Publik: 16 069 Domare: Martin Hansson (Holmsjö) | Helsingborg Publik: 16 069 Domare: Martin Hansson (Holmsjö) |

| 63          | 24 maj 2004 | IFK Göteborg | 0 – 1           | Hammarby IF                 | Gamla Ullevi                                            |                                                         |
| 19:00 UTC+2 | 19:00 UTC+2 |              | (0 – 0) Rapport | 88′ (sjm.) Mikael Antonsson | Göteborg Publik: 12 458 Domare: Leif Sundell (Borlänge) | Göteborg Publik: 12 458 Domare: Leif Sundell (Borlänge) |
| 19:00 UTC+2 | 19:00 UTC+2 |              |                 |                             | Göteborg Publik: 12 458 Domare: Leif Sundell (Borlänge) | Göteborg Publik: 12 458 Domare: Leif Sundell (Borlänge) |
| 19:00 UTC+2 | 19:00 UTC+2 |              |                 |                             | Göteborg Publik: 12 458 Domare: Leif Sundell (Borlänge) | Göteborg Publik: 12 458 Domare: Leif Sundell (Borlänge) |

### Omgång 10
| 64          | 7 juli 2004 | AIK              | 1 – 1           | Kalmar FF         | Råsunda                                                       |                                                               |
| 19:00 UTC+2 | 19:00 UTC+2 | Pa Modou Kah 48′ | (0 – 1) Rapport | 34′ Dedé Anderson | Stockholm Publik: 13 562 Domare: Håkan Jonasson (Helsingborg) | Stockholm Publik: 13 562 Domare: Håkan Jonasson (Helsingborg) |
| 19:00 UTC+2 | 19:00 UTC+2 |                  |                 |                   | Stockholm Publik: 13 562 Domare: Håkan Jonasson (Helsingborg) | Stockholm Publik: 13 562 Domare: Håkan Jonasson (Helsingborg) |
| 19:00 UTC+2 | 19:00 UTC+2 |                  |                 |                   | Stockholm Publik: 13 562 Domare: Håkan Jonasson (Helsingborg) | Stockholm Publik: 13 562 Domare: Håkan Jonasson (Helsingborg) |

| 65          | 7 juli 2004 | Malmö FF | 0 – 0           | GIF Sundsvall | Malmö Stadion                                          |                                                        |
| 19:00 UTC+2 | 19:00 UTC+2 |          | (0 – 0) Rapport |               | Malmö Publik: 14 132 Domare: Stefan Johannesson (Täby) | Malmö Publik: 14 132 Domare: Stefan Johannesson (Täby) |
| 19:00 UTC+2 | 19:00 UTC+2 |          |                 |               | Malmö Publik: 14 132 Domare: Stefan Johannesson (Täby) | Malmö Publik: 14 132 Domare: Stefan Johannesson (Täby) |
| 19:00 UTC+2 | 19:00 UTC+2 |          |                 |               | Malmö Publik: 14 132 Domare: Stefan Johannesson (Täby) | Malmö Publik: 14 132 Domare: Stefan Johannesson (Täby) |

| 66          | 7 juli 2004 | Örgryte IS              | 1 – 1           | Landskrona BoIS             | Gamla Ullevi                                            |                                                         |
| 19:00 UTC+2 | 19:00 UTC+2 | Tryggvi Gudmundsson 67′ | (0 – 0) Rapport | 90+4′ (str.) Henrik Nilsson | Göteborg Publik: 3 571 Domare: Jonas Eriksson (Sigtuna) | Göteborg Publik: 3 571 Domare: Jonas Eriksson (Sigtuna) |
| 19:00 UTC+2 | 19:00 UTC+2 |                         |                 |                             | Göteborg Publik: 3 571 Domare: Jonas Eriksson (Sigtuna) | Göteborg Publik: 3 571 Domare: Jonas Eriksson (Sigtuna) |
| 19:00 UTC+2 | 19:00 UTC+2 |                         |                 |                             | Göteborg Publik: 3 571 Domare: Jonas Eriksson (Sigtuna) | Göteborg Publik: 3 571 Domare: Jonas Eriksson (Sigtuna) |

| 67          | 7 juli 2004 | Halmstads BK                      | 2 – 2           | Djurgårdens IF                               | Örjans vall                                                    |                                                                |
| 20:00 UTC+2 | 20:00 UTC+2 | Yaw Preko 58′ Tommy Jönsson 90+5′ | (0 – 2) Rapport | 23′ (sjm.) Tommy Jönsson 38′ Geert den Ouden | Halmstad Publik: 13 297 Domare: Martin Ingvarsson (Hässleholm) | Halmstad Publik: 13 297 Domare: Martin Ingvarsson (Hässleholm) |
| 20:00 UTC+2 | 20:00 UTC+2 |                                   |                 |                                              | Halmstad Publik: 13 297 Domare: Martin Ingvarsson (Hässleholm) | Halmstad Publik: 13 297 Domare: Martin Ingvarsson (Hässleholm) |
| 20:00 UTC+2 | 20:00 UTC+2 |                                   |                 |                                              | Halmstad Publik: 13 297 Domare: Martin Ingvarsson (Hässleholm) | Halmstad Publik: 13 297 Domare: Martin Ingvarsson (Hässleholm) |

| 68          | 8 juli 2004 | Trelleborgs FF | 0 – 1           | IF Elfsborg       | Vångavallen                                                    |                                                                |
| 19:00 UTC+2 | 19:00 UTC+2 |                | (0 – 0) Rapport | 84′ Lasse Nilsson | Trelleborg Publik: 2 657 Domare: Peter Fröjdfeldt (Eskilstuna) | Trelleborg Publik: 2 657 Domare: Peter Fröjdfeldt (Eskilstuna) |
| 19:00 UTC+2 | 19:00 UTC+2 |                |                 |                   | Trelleborg Publik: 2 657 Domare: Peter Fröjdfeldt (Eskilstuna) | Trelleborg Publik: 2 657 Domare: Peter Fröjdfeldt (Eskilstuna) |
| 19:00 UTC+2 | 19:00 UTC+2 |                |                 |                   | Trelleborg Publik: 2 657 Domare: Peter Fröjdfeldt (Eskilstuna) | Trelleborg Publik: 2 657 Domare: Peter Fröjdfeldt (Eskilstuna) |

| 69          | 8 juli 2004 | Örebro SK | 0 – 0           | IFK Göteborg | Eyravallen                                                  |                                                             |
| 19:00 UTC+2 | 19:00 UTC+2 |           | (0 – 0) Rapport |              | Örebro Publik: 7 520 Domare: Daniel Stålhammar (Landskrona) | Örebro Publik: 7 520 Domare: Daniel Stålhammar (Landskrona) |
| 19:00 UTC+2 | 19:00 UTC+2 |           |                 |              | Örebro Publik: 7 520 Domare: Daniel Stålhammar (Landskrona) | Örebro Publik: 7 520 Domare: Daniel Stålhammar (Landskrona) |
| 19:00 UTC+2 | 19:00 UTC+2 |           |                 |              | Örebro Publik: 7 520 Domare: Daniel Stålhammar (Landskrona) | Örebro Publik: 7 520 Domare: Daniel Stålhammar (Landskrona) |

| 70          | 8 juli 2004 | Hammarby IF                                          | 2 – 1           | Helsingborgs IF       | Söderstadion                                              |                                                           |
| 19:00 UTC+2 | 19:00 UTC+2 | Max von Schlebrügge 50′ Pétur Marteinsson 89′ (str.) | (0 – 0) Rapport | 25′ Mattias Lindström | Stockholm Publik: 12 187 Domare: Miro Ukalovic (Göteborg) | Stockholm Publik: 12 187 Domare: Miro Ukalovic (Göteborg) |
| 19:00 UTC+2 | 19:00 UTC+2 |                                                      |                 |                       | Stockholm Publik: 12 187 Domare: Miro Ukalovic (Göteborg) | Stockholm Publik: 12 187 Domare: Miro Ukalovic (Göteborg) |
| 19:00 UTC+2 | 19:00 UTC+2 |                                                      |                 |                       | Stockholm Publik: 12 187 Domare: Miro Ukalovic (Göteborg) | Stockholm Publik: 12 187 Domare: Miro Ukalovic (Göteborg) |

### Omgång 11
| 71          | 20 maj 2004 | GIF Sundsvall                            | 2 – 0           | Hammarby IF | Idrottsparken                                                  |                                                                |
| 17:00 UTC+2 | 17:00 UTC+2 | Peter Olofsson 19′ Jonas Wallerstedt 30′ | (2 – 0) Rapport |             | Sundsvall Publik: 6 749 Domare: Martin Ingvarsson (Hässleholm) | Sundsvall Publik: 6 749 Domare: Martin Ingvarsson (Hässleholm) |
| 17:00 UTC+2 | 17:00 UTC+2 |                                          |                 |             | Sundsvall Publik: 6 749 Domare: Martin Ingvarsson (Hässleholm) | Sundsvall Publik: 6 749 Domare: Martin Ingvarsson (Hässleholm) |
| 17:00 UTC+2 | 17:00 UTC+2 |                                          |                 |             | Sundsvall Publik: 6 749 Domare: Martin Ingvarsson (Hässleholm) | Sundsvall Publik: 6 749 Domare: Martin Ingvarsson (Hässleholm) |

| 72          | 11 juli 2004 | IF Elfsborg            | 1 – 0           | AIK | Ryavallen                                                  |                                                            |
| 17:00 UTC+2 | 17:00 UTC+2  | Per Nilsson 89′ (sjm.) | (0 – 0) Rapport |     | Borås Publik: 6 171 Domare: Martin Ingvarsson (Hässleholm) | Borås Publik: 6 171 Domare: Martin Ingvarsson (Hässleholm) |
| 17:00 UTC+2 | 17:00 UTC+2  |                        |                 |     | Borås Publik: 6 171 Domare: Martin Ingvarsson (Hässleholm) | Borås Publik: 6 171 Domare: Martin Ingvarsson (Hässleholm) |
| 17:00 UTC+2 | 17:00 UTC+2  |                        |                 |     | Borås Publik: 6 171 Domare: Martin Ingvarsson (Hässleholm) | Borås Publik: 6 171 Domare: Martin Ingvarsson (Hässleholm) |

| 73          | 11 juli 2004 | Halmstads BK                       | 2 – 2           | Örgryte IS                                 | Örjans vall                                              |                                                          |
| 17:00 UTC+2 | 17:00 UTC+2  | Markus Rosenberg 11′ Yaw Preko 42′ | (2 – 0) Rapport | 85′ Aílton Almeida 89′ Tryggvi Gudmundsson | Halmstad Publik: 6 449 Domare: Stefan Johannesson (Täby) | Halmstad Publik: 6 449 Domare: Stefan Johannesson (Täby) |
| 17:00 UTC+2 | 17:00 UTC+2  |                                    |                 |                                            | Halmstad Publik: 6 449 Domare: Stefan Johannesson (Täby) | Halmstad Publik: 6 449 Domare: Stefan Johannesson (Täby) |
| 17:00 UTC+2 | 17:00 UTC+2  |                                    |                 |                                            | Halmstad Publik: 6 449 Domare: Stefan Johannesson (Täby) | Halmstad Publik: 6 449 Domare: Stefan Johannesson (Täby) |

| 74          | 11 juli 2004 | IFK Göteborg        | 2 – 0           | Trelleborgs FF | Gamla Ullevi                                            |                                                         |
| 17:00 UTC+2 | 17:00 UTC+2  | Peter Ijeh 34′, 42′ | (2 – 0) Rapport |                | Göteborg Publik: 7 626 Domare: Jonas Eriksson (Sigtuna) | Göteborg Publik: 7 626 Domare: Jonas Eriksson (Sigtuna) |
| 17:00 UTC+2 | 17:00 UTC+2  |                     |                 |                | Göteborg Publik: 7 626 Domare: Jonas Eriksson (Sigtuna) | Göteborg Publik: 7 626 Domare: Jonas Eriksson (Sigtuna) |
| 17:00 UTC+2 | 17:00 UTC+2  |                     |                 |                | Göteborg Publik: 7 626 Domare: Jonas Eriksson (Sigtuna) | Göteborg Publik: 7 626 Domare: Jonas Eriksson (Sigtuna) |

| 75          | 12 juli 2004 | Kalmar FF          | 1 – 1           | Landskrona BoIS     | Fredriksskans IP                                          |                                                           |
| 19:00 UTC+2 | 19:00 UTC+2  | Tobias Carlsson 5′ | (1 – 0) Rapport | 82′ Matthias Eklund | Kalmar Publik: 7 043 Domare: Markus Strömbergsson (Gävle) | Kalmar Publik: 7 043 Domare: Markus Strömbergsson (Gävle) |
| 19:00 UTC+2 | 19:00 UTC+2  |                    |                 |                     | Kalmar Publik: 7 043 Domare: Markus Strömbergsson (Gävle) | Kalmar Publik: 7 043 Domare: Markus Strömbergsson (Gävle) |
| 19:00 UTC+2 | 19:00 UTC+2  |                    |                 |                     | Kalmar Publik: 7 043 Domare: Markus Strömbergsson (Gävle) | Kalmar Publik: 7 043 Domare: Markus Strömbergsson (Gävle) |

| 76          | 12 juli 2004 | Helsingborgs IF | 0 – 0           | Örebro SK | Olympia                                                    |                                                            |
| 19:00 UTC+2 | 19:00 UTC+2  |                 | (0 – 0) Rapport |           | Helsingborg Publik: 6 447 Domare: Martin Hansson (Holmsjö) | Helsingborg Publik: 6 447 Domare: Martin Hansson (Holmsjö) |
| 19:00 UTC+2 | 19:00 UTC+2  |                 |                 |           | Helsingborg Publik: 6 447 Domare: Martin Hansson (Holmsjö) | Helsingborg Publik: 6 447 Domare: Martin Hansson (Holmsjö) |
| 19:00 UTC+2 | 19:00 UTC+2  |                 |                 |           | Helsingborg Publik: 6 447 Domare: Martin Hansson (Holmsjö) | Helsingborg Publik: 6 447 Domare: Martin Hansson (Holmsjö) |

| 77          | 14 juli 2004 | Djurgårdens IF | 0 – 2           | Malmö FF                              | Råsunda                                                        |                                                                |
| 20:00 UTC+2 | 20:00 UTC+2  |                | (0 – 1) Rapport | 11′ Jon Inge Høiland 78′ Afonso Alves | Stockholm Publik: 13 380 Domare: Peter Fröjdfeldt (Eskilstuna) | Stockholm Publik: 13 380 Domare: Peter Fröjdfeldt (Eskilstuna) |
| 20:00 UTC+2 | 20:00 UTC+2  |                |                 |                                       | Stockholm Publik: 13 380 Domare: Peter Fröjdfeldt (Eskilstuna) | Stockholm Publik: 13 380 Domare: Peter Fröjdfeldt (Eskilstuna) |
| 20:00 UTC+2 | 20:00 UTC+2  |                |                 |                                       | Stockholm Publik: 13 380 Domare: Peter Fröjdfeldt (Eskilstuna) | Stockholm Publik: 13 380 Domare: Peter Fröjdfeldt (Eskilstuna) |

### Omgång 12
| 78          | 15 juli 2004 | AIK                                                     | 3 – 1           | IFK Göteborg   | Råsunda                                                  |                                                          |
| 19:00 UTC+2 | 19:00 UTC+2  | Stefan Ishizaki 52′ Mattias Moström 60′ Daniel Hoch 84′ | (0 – 1) Rapport | 38′ Peter Ijeh | Stockholm Publik: 12 810 Domare: Leif Sundell (Borlänge) | Stockholm Publik: 12 810 Domare: Leif Sundell (Borlänge) |
| 19:00 UTC+2 | 19:00 UTC+2  |                                                         |                 |                | Stockholm Publik: 12 810 Domare: Leif Sundell (Borlänge) | Stockholm Publik: 12 810 Domare: Leif Sundell (Borlänge) |
| 19:00 UTC+2 | 19:00 UTC+2  |                                                         |                 |                | Stockholm Publik: 12 810 Domare: Leif Sundell (Borlänge) | Stockholm Publik: 12 810 Domare: Leif Sundell (Borlänge) |

| 79          | 18 juli 2004 | Landskrona BoIS | 0 – 0           | IF Elfsborg | Landskrona IP                                             |                                                           |
| 18:00 UTC+2 | 18:00 UTC+2  |                 | (0 – 0) Rapport |             | Landskrona Publik: 5 855 Domare: Martin Hansson (Holmsjö) | Landskrona Publik: 5 855 Domare: Martin Hansson (Holmsjö) |
| 18:00 UTC+2 | 18:00 UTC+2  |                 |                 |             | Landskrona Publik: 5 855 Domare: Martin Hansson (Holmsjö) | Landskrona Publik: 5 855 Domare: Martin Hansson (Holmsjö) |
| 18:00 UTC+2 | 18:00 UTC+2  |                 |                 |             | Landskrona Publik: 5 855 Domare: Martin Hansson (Holmsjö) | Landskrona Publik: 5 855 Domare: Martin Hansson (Holmsjö) |

| 80          | 18 juli 2004 | Örebro SK                              | 3 – 3           | GIF Sundsvall                                            | Eyravallen                                                |                                                           |
| 18:00 UTC+2 | 18:00 UTC+2  | Ricardo Costa 29′, 75′ Joel Riddez 89′ | (1 – 3) Rapport | 20′, 43′ Andreas Hermansson 32′ (str.) Fredric Lundqvist | Örebro Publik: 5 009 Domare: Åke Andreasson (Stenungsund) | Örebro Publik: 5 009 Domare: Åke Andreasson (Stenungsund) |
| 18:00 UTC+2 | 18:00 UTC+2  |                                        |                 |                                                          | Örebro Publik: 5 009 Domare: Åke Andreasson (Stenungsund) | Örebro Publik: 5 009 Domare: Åke Andreasson (Stenungsund) |
| 18:00 UTC+2 | 18:00 UTC+2  |                                        |                 |                                                          | Örebro Publik: 5 009 Domare: Åke Andreasson (Stenungsund) | Örebro Publik: 5 009 Domare: Åke Andreasson (Stenungsund) |

| 81          | 19 juli 2004 | Trelleborgs FF      | 1 – 6           | Helsingborgs IF | Vångavallen                                                    |                                                                |
| 19:00 UTC+2 | 19:00 UTC+2  | Kristian Haynes 69′ | (0 – 2) Rapport | 35′ Christian Järdler 42′ Thando Mngomeni 54′ David Ljung 59′ Peter Graulund 76′ Mattias Lindström 87′ Erik Wahlstedt | Trelleborg Publik: 4 042 Domare: Peter Fröjdfeldt (Eskilstuna) | Trelleborg Publik: 4 042 Domare: Peter Fröjdfeldt (Eskilstuna) |
| 19:00 UTC+2 | 19:00 UTC+2  |                     |                 | | Trelleborg Publik: 4 042 Domare: Peter Fröjdfeldt (Eskilstuna) | Trelleborg Publik: 4 042 Domare: Peter Fröjdfeldt (Eskilstuna) |
| 19:00 UTC+2 | 19:00 UTC+2  |                     |                 | | Trelleborg Publik: 4 042 Domare: Peter Fröjdfeldt (Eskilstuna) | Trelleborg Publik: 4 042 Domare: Peter Fröjdfeldt (Eskilstuna) |

| 82          | 19 juli 2004 | Örgryte IS         | 1 – 1           | Kalmar FF         | Gamla Ullevi                                                |                                                             |
| 19:00 UTC+2 | 19:00 UTC+2  | Aílton Almeida 19′ | (1 – 0) Rapport | 77′ Dedé Anderson | Göteborg Publik: 4 344 Domare: Håkan Jonasson (Helsingborg) | Göteborg Publik: 4 344 Domare: Håkan Jonasson (Helsingborg) |
| 19:00 UTC+2 | 19:00 UTC+2  |                    |                 |                   | Göteborg Publik: 4 344 Domare: Håkan Jonasson (Helsingborg) | Göteborg Publik: 4 344 Domare: Håkan Jonasson (Helsingborg) |
| 19:00 UTC+2 | 19:00 UTC+2  |                    |                 |                   | Göteborg Publik: 4 344 Domare: Håkan Jonasson (Helsingborg) | Göteborg Publik: 4 344 Domare: Håkan Jonasson (Helsingborg) |

| 83          | 19 juli 2004 | Hammarby IF                                    | 3 – 0           | Djurgårdens IF | Råsunda                                                         |                                                                 |
| 20:00 UTC+2 | 20:00 UTC+2  | Björn Runström 10′, 42′ Pablo Piñones-Arce 89′ | (2 – 0) Rapport |                | Stockholm Publik: 24 165 Domare: Martin Ingvarsson (Hässleholm) | Stockholm Publik: 24 165 Domare: Martin Ingvarsson (Hässleholm) |
| 20:00 UTC+2 | 20:00 UTC+2  |                                                |                 |                | Stockholm Publik: 24 165 Domare: Martin Ingvarsson (Hässleholm) | Stockholm Publik: 24 165 Domare: Martin Ingvarsson (Hässleholm) |
| 20:00 UTC+2 | 20:00 UTC+2  |                                                |                 |                | Stockholm Publik: 24 165 Domare: Martin Ingvarsson (Hässleholm) | Stockholm Publik: 24 165 Domare: Martin Ingvarsson (Hässleholm) |

| 84          | 21 juli 2004 | Malmö FF                        | 2 – 1           | Halmstads BK  | Malmö Stadion                                       |                                                     |
| 20:00 UTC+2 | 20:00 UTC+2  | Afonso Alves 4′ Jon Jönsson 63′ | (1 – 1) Rapport | 15′ Yaw Preko | Malmö Publik: 20 781 Domare: Anders Frisk (Mölndal) | Malmö Publik: 20 781 Domare: Anders Frisk (Mölndal) |
| 20:00 UTC+2 | 20:00 UTC+2  |                                 |                 |               | Malmö Publik: 20 781 Domare: Anders Frisk (Mölndal) | Malmö Publik: 20 781 Domare: Anders Frisk (Mölndal) |
| 20:00 UTC+2 | 20:00 UTC+2  |                                 |                 |               | Malmö Publik: 20 781 Domare: Anders Frisk (Mölndal) | Malmö Publik: 20 781 Domare: Anders Frisk (Mölndal) |

### Omgång 13
| 85          | 30 juni 2004 | Malmö FF              | 1 – 0           | Örgryte IS | Malmö Stadion                                         |                                                       |
| 18:00 UTC+2 | 18:00 UTC+2  | Andreas Yngvesson 72′ | (0 – 0) Rapport |            | Malmö Publik: 11 940 Domare: Jonas Eriksson (Sigtuna) | Malmö Publik: 11 940 Domare: Jonas Eriksson (Sigtuna) |
| 18:00 UTC+2 | 18:00 UTC+2  |                       |                 |            | Malmö Publik: 11 940 Domare: Jonas Eriksson (Sigtuna) | Malmö Publik: 11 940 Domare: Jonas Eriksson (Sigtuna) |
| 18:00 UTC+2 | 18:00 UTC+2  |                       |                 |            | Malmö Publik: 11 940 Domare: Jonas Eriksson (Sigtuna) | Malmö Publik: 11 940 Domare: Jonas Eriksson (Sigtuna) |

| 86          | 24 juli 2004 | Djurgårdens IF                                                                                     | 5 – 1           | Örebro SK              | Råsunda                                                  |                                                          |
| 16:00 UTC+2 | 16:00 UTC+2  | Gustaf Andersson 1′ (sjm.) Johan Arneng 44′ Geert den Ouden 52′ Tobias Hysén 68′ Patrick Amoah 71′ | (2 – 1) Rapport | 28′ Fredrik Samuelsson | Stockholm Publik: 7 701 Domare: Martin Hansson (Holmsjö) | Stockholm Publik: 7 701 Domare: Martin Hansson (Holmsjö) |
| 16:00 UTC+2 | 16:00 UTC+2  | |                 |                        | Stockholm Publik: 7 701 Domare: Martin Hansson (Holmsjö) | Stockholm Publik: 7 701 Domare: Martin Hansson (Holmsjö) |
| 16:00 UTC+2 | 16:00 UTC+2  | |                 |                        | Stockholm Publik: 7 701 Domare: Martin Hansson (Holmsjö) | Stockholm Publik: 7 701 Domare: Martin Hansson (Holmsjö) |

| 87          | 25 juli 2004 | Kalmar FF | 0 – 1           | IF Elfsborg              | Fredriksskans IP                                          |                                                           |
| 17:00 UTC+2 | 17:00 UTC+2  |           | (0 – 0) Rapport | 83′ Daniel Alexandersson | Kalmar Publik: 7 032 Domare: Åke Andreasson (Stenungsund) | Kalmar Publik: 7 032 Domare: Åke Andreasson (Stenungsund) |
| 17:00 UTC+2 | 17:00 UTC+2  |           |                 |                          | Kalmar Publik: 7 032 Domare: Åke Andreasson (Stenungsund) | Kalmar Publik: 7 032 Domare: Åke Andreasson (Stenungsund) |
| 17:00 UTC+2 | 17:00 UTC+2  |           |                 |                          | Kalmar Publik: 7 032 Domare: Åke Andreasson (Stenungsund) | Kalmar Publik: 7 032 Domare: Åke Andreasson (Stenungsund) |

| 88          | 25 juli 2004 | GIF Sundsvall          | 1 – 0           | Trelleborgs FF | Idrottsparken                                            |                                                          |
| 17:00 UTC+2 | 17:00 UTC+2  | Andreas Hermansson 55′ | (0 – 0) Rapport |                | Sundsvall Publik: 8 032 Domare: Jonas Eriksson (Sigtuna) | Sundsvall Publik: 8 032 Domare: Jonas Eriksson (Sigtuna) |
| 17:00 UTC+2 | 17:00 UTC+2  |                        |                 |                | Sundsvall Publik: 8 032 Domare: Jonas Eriksson (Sigtuna) | Sundsvall Publik: 8 032 Domare: Jonas Eriksson (Sigtuna) |
| 17:00 UTC+2 | 17:00 UTC+2  |                        |                 |                | Sundsvall Publik: 8 032 Domare: Jonas Eriksson (Sigtuna) | Sundsvall Publik: 8 032 Domare: Jonas Eriksson (Sigtuna) |

| 89          | 26 juli 2004 | Helsingborgs IF                                          | 3 – 0           | AIK | Olympia                                                     |                                                             |
| 19:00 UTC+2 | 19:00 UTC+2  | David Ljung 77′ Gustaf Andersson 79′ Thando Mngomeni 81′ | (0 – 0) Rapport |     | Helsingborg Publik: 12 005 Domare: Miro Ukalovic (Göteborg) | Helsingborg Publik: 12 005 Domare: Miro Ukalovic (Göteborg) |
| 19:00 UTC+2 | 19:00 UTC+2  |                                                          |                 |     | Helsingborg Publik: 12 005 Domare: Miro Ukalovic (Göteborg) | Helsingborg Publik: 12 005 Domare: Miro Ukalovic (Göteborg) |
| 19:00 UTC+2 | 19:00 UTC+2  |                                                          |                 |     | Helsingborg Publik: 12 005 Domare: Miro Ukalovic (Göteborg) | Helsingborg Publik: 12 005 Domare: Miro Ukalovic (Göteborg) |

| 90          | 26 juli 2004 | IFK Göteborg   | 1 – 1           | Landskrona BoIS       | Gamla Ullevi                                             |                                                          |
| 19:00 UTC+2 | 19:00 UTC+2  | Peter Ijeh 71′ | (0 – 0) Rapport | 47′ Jörgen Pettersson | Göteborg Publik: 8 972 Domare: Stefan Johannesson (Täby) | Göteborg Publik: 8 972 Domare: Stefan Johannesson (Täby) |
| 19:00 UTC+2 | 19:00 UTC+2  |                |                 |                       | Göteborg Publik: 8 972 Domare: Stefan Johannesson (Täby) | Göteborg Publik: 8 972 Domare: Stefan Johannesson (Täby) |
| 19:00 UTC+2 | 19:00 UTC+2  |                |                 |                       | Göteborg Publik: 8 972 Domare: Stefan Johannesson (Täby) | Göteborg Publik: 8 972 Domare: Stefan Johannesson (Täby) |

| 91          | 27 juli 2004 | Halmstads BK                             | 2 – 1           | Hammarby IF        | Örjans vall                                             |                                                         |
| 20:00 UTC+2 | 20:00 UTC+2  | Joel Borgstrand 30′ Markus Rosenberg 57′ | (1 – 0) Rapport | 50′ Erik Johansson | Halmstad Publik: 15 547 Domare: Leif Sundell (Borlänge) | Halmstad Publik: 15 547 Domare: Leif Sundell (Borlänge) |
| 20:00 UTC+2 | 20:00 UTC+2  |                                          |                 |                    | Halmstad Publik: 15 547 Domare: Leif Sundell (Borlänge) | Halmstad Publik: 15 547 Domare: Leif Sundell (Borlänge) |
| 20:00 UTC+2 | 20:00 UTC+2  |                                          |                 |                    | Halmstad Publik: 15 547 Domare: Leif Sundell (Borlänge) | Halmstad Publik: 15 547 Domare: Leif Sundell (Borlänge) |

### Omgång 14
| 92          | 31 juli 2004 | Kalmar FF             | 1 – 1           | Djurgårdens IF     | Fredriksskans IP                                            |                                                             |
| 16:00 UTC+2 | 16:00 UTC+2  | Svante Samuelsson 37′ | (1 – 0) Rapport | 50′ Yannick Bapupa | Kalmar Publik: 9 031 Domare: Martin Ingvarsson (Hässleholm) | Kalmar Publik: 9 031 Domare: Martin Ingvarsson (Hässleholm) |
| 16:00 UTC+2 | 16:00 UTC+2  |                       |                 |                    | Kalmar Publik: 9 031 Domare: Martin Ingvarsson (Hässleholm) | Kalmar Publik: 9 031 Domare: Martin Ingvarsson (Hässleholm) |
| 16:00 UTC+2 | 16:00 UTC+2  |                       |                 |                    | Kalmar Publik: 9 031 Domare: Martin Ingvarsson (Hässleholm) | Kalmar Publik: 9 031 Domare: Martin Ingvarsson (Hässleholm) |

| 93          | 1 augusti 2004 | AIK | 0 – 2           | Malmö FF                       | Råsunda                                                   |                                                           |
| 17:00 UTC+2 | 17:00 UTC+2    |     | (0 – 1) Rapport | 40′ (str.), 90+4′ Niklas Skoog | Stockholm Publik: 15 254 Domare: Martin Hansson (Holmsjö) | Stockholm Publik: 15 254 Domare: Martin Hansson (Holmsjö) |
| 17:00 UTC+2 | 17:00 UTC+2    |     |                 |                                | Stockholm Publik: 15 254 Domare: Martin Hansson (Holmsjö) | Stockholm Publik: 15 254 Domare: Martin Hansson (Holmsjö) |
| 17:00 UTC+2 | 17:00 UTC+2    |     |                 |                                | Stockholm Publik: 15 254 Domare: Martin Hansson (Holmsjö) | Stockholm Publik: 15 254 Domare: Martin Hansson (Holmsjö) |

| 94          | 1 augusti 2004 | Örebro SK          | 1 – 0           | Örgryte IS | Eyravallen                                                  |                                                             |
| 17:00 UTC+2 | 17:00 UTC+2    | Patrik Haginge 84′ | (0 – 0) Rapport |            | Örebro Publik: 5 956 Domare: Daniel Stålhammar (Landskrona) | Örebro Publik: 5 956 Domare: Daniel Stålhammar (Landskrona) |
| 17:00 UTC+2 | 17:00 UTC+2    |                    |                 |            | Örebro Publik: 5 956 Domare: Daniel Stålhammar (Landskrona) | Örebro Publik: 5 956 Domare: Daniel Stålhammar (Landskrona) |
| 17:00 UTC+2 | 17:00 UTC+2    |                    |                 |            | Örebro Publik: 5 956 Domare: Daniel Stålhammar (Landskrona) | Örebro Publik: 5 956 Domare: Daniel Stålhammar (Landskrona) |

| 95          | 2 augusti 2004 | IF Elfsborg                              | 3 – 1           | GIF Sundsvall         | Ryavallen                                             |                                                       |
| 19:00 UTC+2 | 19:00 UTC+2    | Lasse Nilsson 3′ Hans Berggren 5′, 90+2′ | (2 – 0) Rapport | 85′ Jonas Wallerstedt | Borås Publik: 6 416 Domare: Stefan Johannesson (Täby) | Borås Publik: 6 416 Domare: Stefan Johannesson (Täby) |
| 19:00 UTC+2 | 19:00 UTC+2    |                                          |                 |                       | Borås Publik: 6 416 Domare: Stefan Johannesson (Täby) | Borås Publik: 6 416 Domare: Stefan Johannesson (Täby) |
| 19:00 UTC+2 | 19:00 UTC+2    |                                          |                 |                       | Borås Publik: 6 416 Domare: Stefan Johannesson (Täby) | Borås Publik: 6 416 Domare: Stefan Johannesson (Täby) |

| 96          | 2 augusti 2004 | Landskrona BoIS | 0 – 4           | Halmstads BK                                                              | Landskrona IP                                             |                                                           |
| 19:00 UTC+2 | 19:00 UTC+2    |                 | (0 – 0) Rapport | 54′ (str.) Tommy Jönsson 75′ Patrik Ingelsten 78′, 90+2′ Magnus Andersson | Landskrona Publik: 6 431 Domare: Jonas Eriksson (Sigtuna) | Landskrona Publik: 6 431 Domare: Jonas Eriksson (Sigtuna) |
| 19:00 UTC+2 | 19:00 UTC+2    |                 |                 |                                                                           | Landskrona Publik: 6 431 Domare: Jonas Eriksson (Sigtuna) | Landskrona Publik: 6 431 Domare: Jonas Eriksson (Sigtuna) |
| 19:00 UTC+2 | 19:00 UTC+2    |                 |                 |                                                                           | Landskrona Publik: 6 431 Domare: Jonas Eriksson (Sigtuna) | Landskrona Publik: 6 431 Domare: Jonas Eriksson (Sigtuna) |

| 97          | 2 augusti 2004 | Trelleborgs FF                     | 2 – 2           | Hammarby IF                             | Vångavallen                                             |                                                         |
| 19:00 UTC+2 | 19:00 UTC+2    | Peter Abelsson 37′ Patrik Redo 43′ | (2 – 0) Rapport | 46′ Aluspah Brewah 52′ Petter Andersson | Trelleborg Publik: 3 075 Domare: Anders Frisk (Mölndal) | Trelleborg Publik: 3 075 Domare: Anders Frisk (Mölndal) |
| 19:00 UTC+2 | 19:00 UTC+2    |                                    |                 |                                         | Trelleborg Publik: 3 075 Domare: Anders Frisk (Mölndal) | Trelleborg Publik: 3 075 Domare: Anders Frisk (Mölndal) |
| 19:00 UTC+2 | 19:00 UTC+2    |                                    |                 |                                         | Trelleborg Publik: 3 075 Domare: Anders Frisk (Mölndal) | Trelleborg Publik: 3 075 Domare: Anders Frisk (Mölndal) |

| 98          | 3 augusti 2004 | IFK Göteborg                                      | 2 – 1           | Helsingborgs IF       | Gamla Ullevi                                                 |                                                              |
| 20:00 UTC+2 | 20:00 UTC+2    | George Mourad 49′ Niclas Alexandersson 75′ (str.) | (0 – 0) Rapport | 58′ Christian Järdler | Göteborg Publik: 8 159 Domare: Peter Fröjdfeldt (Eskilstuna) | Göteborg Publik: 8 159 Domare: Peter Fröjdfeldt (Eskilstuna) |
| 20:00 UTC+2 | 20:00 UTC+2    |                                                   |                 |                       | Göteborg Publik: 8 159 Domare: Peter Fröjdfeldt (Eskilstuna) | Göteborg Publik: 8 159 Domare: Peter Fröjdfeldt (Eskilstuna) |
| 20:00 UTC+2 | 20:00 UTC+2    |                                                   |                 |                       | Göteborg Publik: 8 159 Domare: Peter Fröjdfeldt (Eskilstuna) | Göteborg Publik: 8 159 Domare: Peter Fröjdfeldt (Eskilstuna) |

### Omgång 15
| 99          | 7 augusti 2004 | Djurgårdens IF     | 1 – 1           | Landskrona BoIS   | Råsunda                                                  |                                                          |
| 16:00 UTC+2 | 16:00 UTC+2    | Juraj Dovičovič 6′ | (1 – 0) Rapport | 50′ Kevin Amuneke | Stockholm Publik: 6 998 Domare: Miro Ukalovic (Göteborg) | Stockholm Publik: 6 998 Domare: Miro Ukalovic (Göteborg) |
| 16:00 UTC+2 | 16:00 UTC+2    |                    |                 |                   | Stockholm Publik: 6 998 Domare: Miro Ukalovic (Göteborg) | Stockholm Publik: 6 998 Domare: Miro Ukalovic (Göteborg) |
| 16:00 UTC+2 | 16:00 UTC+2    |                    |                 |                   | Stockholm Publik: 6 998 Domare: Miro Ukalovic (Göteborg) | Stockholm Publik: 6 998 Domare: Miro Ukalovic (Göteborg) |

| 100         | 7 augusti 2004 | Hammarby IF          | 1 – 1           | Örebro SK             | Söderstadion                                              |                                                           |
| 19:00 UTC+2 | 19:00 UTC+2    | Patrik Gerrbrand 28′ | (1 – 1) Rapport | 23′ Magnus Samuelsson | Stockholm Publik: 11 294 Domare: Martin Hansson (Holmsjö) | Stockholm Publik: 11 294 Domare: Martin Hansson (Holmsjö) |
| 19:00 UTC+2 | 19:00 UTC+2    |                      |                 |                       | Stockholm Publik: 11 294 Domare: Martin Hansson (Holmsjö) | Stockholm Publik: 11 294 Domare: Martin Hansson (Holmsjö) |
| 19:00 UTC+2 | 19:00 UTC+2    |                      |                 |                       | Stockholm Publik: 11 294 Domare: Martin Hansson (Holmsjö) | Stockholm Publik: 11 294 Domare: Martin Hansson (Holmsjö) |

| 101         | 8 augusti 2004 | Helsingborgs IF                                                                 | 4 – 0           | IF Elfsborg | Olympia                                                   |                                                           |
| 17:00 UTC+2 | 17:00 UTC+2    | Peter Graulund 19′ Andreas Dahl 30′ Mattias Lindström 42′ Christian Järdler 62′ | (3 – 0) Rapport |             | Helsingborg Publik: 7 291 Domare: Leif Sundell (Borlänge) | Helsingborg Publik: 7 291 Domare: Leif Sundell (Borlänge) |
| 17:00 UTC+2 | 17:00 UTC+2    |                                                                                 |                 |             | Helsingborg Publik: 7 291 Domare: Leif Sundell (Borlänge) | Helsingborg Publik: 7 291 Domare: Leif Sundell (Borlänge) |
| 17:00 UTC+2 | 17:00 UTC+2    |                                                                                 |                 |             | Helsingborg Publik: 7 291 Domare: Leif Sundell (Borlänge) | Helsingborg Publik: 7 291 Domare: Leif Sundell (Borlänge) |

| 102         | 9 augusti 2004 | Malmö FF                                                 | 4 – 2           | Trelleborgs FF                      | Malmö Stadion                                          |                                                        |
| 19:00 UTC+2 | 19:00 UTC+2    | Niklas Skoog 3′, 90+2′ Joseph Elanga 66′ Jon Jönsson 90′ | (1 – 1) Rapport | 33′ Patrik Redo 80′ Stephen Ademolu | Malmö Publik: 19 328 Domare: Stefan Johannesson (Täby) | Malmö Publik: 19 328 Domare: Stefan Johannesson (Täby) |
| 19:00 UTC+2 | 19:00 UTC+2    |                                                          |                 |                                     | Malmö Publik: 19 328 Domare: Stefan Johannesson (Täby) | Malmö Publik: 19 328 Domare: Stefan Johannesson (Täby) |
| 19:00 UTC+2 | 19:00 UTC+2    |                                                          |                 |                                     | Malmö Publik: 19 328 Domare: Stefan Johannesson (Täby) | Malmö Publik: 19 328 Domare: Stefan Johannesson (Täby) |

| 103         | 9 augusti 2004 | Halmstads BK      | 1 – 2           | AIK                                   | Örjans vall                                           |                                                       |
| 19:00 UTC+2 | 19:00 UTC+2    | Sharbel Touma 88′ | (0 – 0) Rapport | 49′ Arash Talebinejad 55′ Per Nilsson | Halmstad Publik: 9 721 Domare: Anders Frisk (Mölndal) | Halmstad Publik: 9 721 Domare: Anders Frisk (Mölndal) |
| 19:00 UTC+2 | 19:00 UTC+2    |                   |                 |                                       | Halmstad Publik: 9 721 Domare: Anders Frisk (Mölndal) | Halmstad Publik: 9 721 Domare: Anders Frisk (Mölndal) |
| 19:00 UTC+2 | 19:00 UTC+2    |                   |                 |                                       | Halmstad Publik: 9 721 Domare: Anders Frisk (Mölndal) | Halmstad Publik: 9 721 Domare: Anders Frisk (Mölndal) |

| 104         | 9 augusti 2004 | GIF Sundsvall | 0 – 1           | Kalmar FF         | Idrottsparken                                                |                                                              |
| 19:00 UTC+2 | 19:00 UTC+2    |               | (0 – 0) Rapport | 72′ Dedé Anderson | Sundsvall Publik: 7 401 Domare: Åke Andreasson (Stenungsund) | Sundsvall Publik: 7 401 Domare: Åke Andreasson (Stenungsund) |
| 19:00 UTC+2 | 19:00 UTC+2    |               |                 |                   | Sundsvall Publik: 7 401 Domare: Åke Andreasson (Stenungsund) | Sundsvall Publik: 7 401 Domare: Åke Andreasson (Stenungsund) |
| 19:00 UTC+2 | 19:00 UTC+2    |               |                 |                   | Sundsvall Publik: 7 401 Domare: Åke Andreasson (Stenungsund) | Sundsvall Publik: 7 401 Domare: Åke Andreasson (Stenungsund) |

| 105         | 9 augusti 2004 | IFK Göteborg                                                    | 4 – 0           | Örgryte IS | Nya Ullevi                                                     |                                                                |
| 20:00 UTC+2 | 20:00 UTC+2    | Niclas Alexandersson 10′ Dennis Jonsson 23′ Peter Ijeh 64′, 81′ | (2 – 0) Rapport |            | Göteborg Publik: 36 312 Domare: Martin Ingvarsson (Hässleholm) | Göteborg Publik: 36 312 Domare: Martin Ingvarsson (Hässleholm) |
| 20:00 UTC+2 | 20:00 UTC+2    |                                                                 |                 |            | Göteborg Publik: 36 312 Domare: Martin Ingvarsson (Hässleholm) | Göteborg Publik: 36 312 Domare: Martin Ingvarsson (Hässleholm) |
| 20:00 UTC+2 | 20:00 UTC+2    |                                                                 |                 |            | Göteborg Publik: 36 312 Domare: Martin Ingvarsson (Hässleholm) | Göteborg Publik: 36 312 Domare: Martin Ingvarsson (Hässleholm) |

### Omgång 16
| 106         | 12 augusti 2004 | Kalmar FF          | 1 – 1           | AIK                 | Fredriksskans IP                                     |                                                      |
| 19:00 UTC+2 | 19:00 UTC+2     | Henrik Rydström 6′ | (1 – 0) Rapport | 75′ Mattias Moström | Kalmar Publik: 8 038 Domare: Leif Sundell (Borlänge) | Kalmar Publik: 8 038 Domare: Leif Sundell (Borlänge) |
| 19:00 UTC+2 | 19:00 UTC+2     |                    |                 |                     | Kalmar Publik: 8 038 Domare: Leif Sundell (Borlänge) | Kalmar Publik: 8 038 Domare: Leif Sundell (Borlänge) |
| 19:00 UTC+2 | 19:00 UTC+2     |                    |                 |                     | Kalmar Publik: 8 038 Domare: Leif Sundell (Borlänge) | Kalmar Publik: 8 038 Domare: Leif Sundell (Borlänge) |

| 107         | 14 augusti 2004 | Landskrona BoIS | 0 – 2           | Örgryte IS                          | Landskrona IP                                                  |                                                                |
| 16:00 UTC+2 | 16:00 UTC+2     |                 | (0 – 0) Rapport | 62′ Paulinho Guará 90+3′ Boyd Mwila | Landskrona Publik: 4 458 Domare: Peter Fröjdfeldt (Eskilstuna) | Landskrona Publik: 4 458 Domare: Peter Fröjdfeldt (Eskilstuna) |
| 16:00 UTC+2 | 16:00 UTC+2     |                 |                 |                                     | Landskrona Publik: 4 458 Domare: Peter Fröjdfeldt (Eskilstuna) | Landskrona Publik: 4 458 Domare: Peter Fröjdfeldt (Eskilstuna) |
| 16:00 UTC+2 | 16:00 UTC+2     |                 |                 |                                     | Landskrona Publik: 4 458 Domare: Peter Fröjdfeldt (Eskilstuna) | Landskrona Publik: 4 458 Domare: Peter Fröjdfeldt (Eskilstuna) |

| 108         | 14 augusti 2004 | GIF Sundsvall                                               | 3 – 2           | Malmö FF                               | Idrottsparken                                            |                                                          |
| 16:00 UTC+2 | 16:00 UTC+2     | Tommy Bergersen 43′ Kalle Ljungberg 50′ Mikael Dahlberg 69′ | (1 – 1) Rapport | 7′ Daniel Majstorović 58′ Niklas Skoog | Sundsvall Publik: 6 432 Domare: Miro Ukalovic (Göteborg) | Sundsvall Publik: 6 432 Domare: Miro Ukalovic (Göteborg) |
| 16:00 UTC+2 | 16:00 UTC+2     |                                                             |                 |                                        | Sundsvall Publik: 6 432 Domare: Miro Ukalovic (Göteborg) | Sundsvall Publik: 6 432 Domare: Miro Ukalovic (Göteborg) |
| 16:00 UTC+2 | 16:00 UTC+2     |                                                             |                 |                                        | Sundsvall Publik: 6 432 Domare: Miro Ukalovic (Göteborg) | Sundsvall Publik: 6 432 Domare: Miro Ukalovic (Göteborg) |

| 109         | 15 augusti 2004 | IF Elfsborg                                              | 3 – 1           | Trelleborgs FF      | Ryavallen                                            |                                                      |
| 17:00 UTC+2 | 17:00 UTC+2     | Hans Berggren 3′ Samuel Holmén 5′ Kristoffer Arvhage 71′ | (2 – 1) Rapport | 12′ Stephen Ademolu | Borås Publik: 5 010 Domare: Jonas Eriksson (Sigtuna) | Borås Publik: 5 010 Domare: Jonas Eriksson (Sigtuna) |
| 17:00 UTC+2 | 17:00 UTC+2     |                                                          |                 |                     | Borås Publik: 5 010 Domare: Jonas Eriksson (Sigtuna) | Borås Publik: 5 010 Domare: Jonas Eriksson (Sigtuna) |
| 17:00 UTC+2 | 17:00 UTC+2     |                                                          |                 |                     | Borås Publik: 5 010 Domare: Jonas Eriksson (Sigtuna) | Borås Publik: 5 010 Domare: Jonas Eriksson (Sigtuna) |

| 110         | 15 augusti 2004 | Helsingborgs IF                                         | 3 – 1           | Hammarby IF                  | Olympia                                                   |                                                           |
| 17:00 UTC+2 | 17:00 UTC+2     | Erik Wahlstedt 15′ Mattias Lindström Peter Graulund 45′ | (3 – 0) Rapport | 77′ (str.) Pétur Marteinsson | Helsingborg Publik: 10 786 Domare: Anders Frisk (Mölndal) | Helsingborg Publik: 10 786 Domare: Anders Frisk (Mölndal) |
| 17:00 UTC+2 | 17:00 UTC+2     |                                                         |                 |                              | Helsingborg Publik: 10 786 Domare: Anders Frisk (Mölndal) | Helsingborg Publik: 10 786 Domare: Anders Frisk (Mölndal) |
| 17:00 UTC+2 | 17:00 UTC+2     |                                                         |                 |                              | Helsingborg Publik: 10 786 Domare: Anders Frisk (Mölndal) | Helsingborg Publik: 10 786 Domare: Anders Frisk (Mölndal) |

| 111         | 15 augusti 2004 | IFK Göteborg      | 1 – 0           | Örebro SK | Gamla Ullevi                                                  |                                                               |
| 17:00 UTC+2 | 17:00 UTC+2     | George Mourad 28′ | (1 – 0) Rapport |           | Göteborg Publik: 6 049 Domare: Daniel Stålhammar (Landskrona) | Göteborg Publik: 6 049 Domare: Daniel Stålhammar (Landskrona) |
| 17:00 UTC+2 | 17:00 UTC+2     |                   |                 |           | Göteborg Publik: 6 049 Domare: Daniel Stålhammar (Landskrona) | Göteborg Publik: 6 049 Domare: Daniel Stålhammar (Landskrona) |
| 17:00 UTC+2 | 17:00 UTC+2     |                   |                 |           | Göteborg Publik: 6 049 Domare: Daniel Stålhammar (Landskrona) | Göteborg Publik: 6 049 Domare: Daniel Stålhammar (Landskrona) |

| 112         | 15 augusti 2004 | Djurgårdens IF               | 1 – 1           | Halmstads BK            | Råsunda                                                   |                                                           |
| 19:00 UTC+2 | 19:00 UTC+2     | Andreas Johansson 59′ (str.) | (0 – 0) Rapport | 72′ Tomas Žvirgždauskas | Stockholm Publik: 11 656 Domare: Martin Hansson (Holmsjö) | Stockholm Publik: 11 656 Domare: Martin Hansson (Holmsjö) |
| 19:00 UTC+2 | 19:00 UTC+2     |                              |                 |                         | Stockholm Publik: 11 656 Domare: Martin Hansson (Holmsjö) | Stockholm Publik: 11 656 Domare: Martin Hansson (Holmsjö) |
| 19:00 UTC+2 | 19:00 UTC+2     |                              |                 |                         | Stockholm Publik: 11 656 Domare: Martin Hansson (Holmsjö) | Stockholm Publik: 11 656 Domare: Martin Hansson (Holmsjö) |

### Omgång 17
| 113         | 21 augusti 2004 | Örgryte IS | 0 – 1           | Djurgårdens IF   | Gamla Ullevi                                                |                                                             |
| 16:00 UTC+2 | 16:00 UTC+2     |            | (0 – 1) Rapport | 21′ Tobias Hysén | Göteborg Publik: 3 554 Domare: Håkan Jonasson (Helsingborg) | Göteborg Publik: 3 554 Domare: Håkan Jonasson (Helsingborg) |
| 16:00 UTC+2 | 16:00 UTC+2     |            |                 |                  | Göteborg Publik: 3 554 Domare: Håkan Jonasson (Helsingborg) | Göteborg Publik: 3 554 Domare: Håkan Jonasson (Helsingborg) |
| 16:00 UTC+2 | 16:00 UTC+2     |            |                 |                  | Göteborg Publik: 3 554 Domare: Håkan Jonasson (Helsingborg) | Göteborg Publik: 3 554 Domare: Håkan Jonasson (Helsingborg) |

| 114         | 22 augusti 2004 | Örebro SK                               | 2 – 2           | IF Elfsborg                         | Eyravallen                                                |                                                           |
| 17:00 UTC+2 | 17:00 UTC+2     | Lars Larsen 60′ Magnus Samuelsson 90+1′ | (0 – 0) Rapport | 72′ Samuel Holmén 77′ Hans Berggren | Örebro Publik: 5 220 Domare: Markus Strömbergsson (Gävle) | Örebro Publik: 5 220 Domare: Markus Strömbergsson (Gävle) |
| 17:00 UTC+2 | 17:00 UTC+2     |                                         |                 |                                     | Örebro Publik: 5 220 Domare: Markus Strömbergsson (Gävle) | Örebro Publik: 5 220 Domare: Markus Strömbergsson (Gävle) |
| 17:00 UTC+2 | 17:00 UTC+2     |                                         |                 |                                     | Örebro Publik: 5 220 Domare: Markus Strömbergsson (Gävle) | Örebro Publik: 5 220 Domare: Markus Strömbergsson (Gävle) |

| 115         | 22 augusti 2004 | Hammarby IF        | 1 – 2           | IFK Göteborg           | Söderstadion                                                    |                                                                 |
| 17:00 UTC+2 | 17:00 UTC+2     | Haris Laitinen 83′ | (0 – 0) Rapport | 50′, 86′ George Mourad | Stockholm Publik: 11 652 Domare: Martin Ingvarsson (Hässleholm) | Stockholm Publik: 11 652 Domare: Martin Ingvarsson (Hässleholm) |
| 17:00 UTC+2 | 17:00 UTC+2     |                    |                 |                        | Stockholm Publik: 11 652 Domare: Martin Ingvarsson (Hässleholm) | Stockholm Publik: 11 652 Domare: Martin Ingvarsson (Hässleholm) |
| 17:00 UTC+2 | 17:00 UTC+2     |                    |                 |                        | Stockholm Publik: 11 652 Domare: Martin Ingvarsson (Hässleholm) | Stockholm Publik: 11 652 Domare: Martin Ingvarsson (Hässleholm) |

| 116         | 23 augusti 2004 | AIK           | 1 – 3           | Landskrona BoIS                             | Råsunda                                                        |                                                                |
| 19:00 UTC+2 | 19:00 UTC+2     | Nik Mrdja 71′ | (0 – 0) Rapport | 60′ Jones Kusi-Asare 63′, 78′ Kevin Amuneke | Stockholm Publik: 13 747 Domare: Peter Fröjdfeldt (Eskilstuna) | Stockholm Publik: 13 747 Domare: Peter Fröjdfeldt (Eskilstuna) |
| 19:00 UTC+2 | 19:00 UTC+2     |               |                 |                                             | Stockholm Publik: 13 747 Domare: Peter Fröjdfeldt (Eskilstuna) | Stockholm Publik: 13 747 Domare: Peter Fröjdfeldt (Eskilstuna) |
| 19:00 UTC+2 | 19:00 UTC+2     |               |                 |                                             | Stockholm Publik: 13 747 Domare: Peter Fröjdfeldt (Eskilstuna) | Stockholm Publik: 13 747 Domare: Peter Fröjdfeldt (Eskilstuna) |

| 117         | 23 augusti 2004 | Trelleborgs FF | 0 – 0           | Kalmar FF | Vångavallen                                                |                                                            |
| 19:00 UTC+2 | 19:00 UTC+2     |                | (0 – 0) Rapport |           | Trelleborg Publik: 2 091 Domare: Stefan Johannesson (Täby) | Trelleborg Publik: 2 091 Domare: Stefan Johannesson (Täby) |
| 19:00 UTC+2 | 19:00 UTC+2     |                |                 |           | Trelleborg Publik: 2 091 Domare: Stefan Johannesson (Täby) | Trelleborg Publik: 2 091 Domare: Stefan Johannesson (Täby) |
| 19:00 UTC+2 | 19:00 UTC+2     |                |                 |           | Trelleborg Publik: 2 091 Domare: Stefan Johannesson (Täby) | Trelleborg Publik: 2 091 Domare: Stefan Johannesson (Täby) |

| 118         | 23 augusti 2004 | Halmstads BK      | 1 – 0           | GIF Sundsvall | Örjans vall                                                   |                                                               |
| 19:00 UTC+2 | 19:00 UTC+2     | Sharbel Touma 70′ | (0 – 0) Rapport |               | Halmstad Publik: 5 303 Domare: Daniel Stålhammar (Landskrona) | Halmstad Publik: 5 303 Domare: Daniel Stålhammar (Landskrona) |
| 19:00 UTC+2 | 19:00 UTC+2     |                   |                 |               | Halmstad Publik: 5 303 Domare: Daniel Stålhammar (Landskrona) | Halmstad Publik: 5 303 Domare: Daniel Stålhammar (Landskrona) |
| 19:00 UTC+2 | 19:00 UTC+2     |                   |                 |               | Halmstad Publik: 5 303 Domare: Daniel Stålhammar (Landskrona) | Halmstad Publik: 5 303 Domare: Daniel Stålhammar (Landskrona) |

| 119         | 24 augusti 2004 | Malmö FF         | 1 – 1           | Helsingborgs IF      | Malmö Stadion                                         |                                                       |
| 20:00 UTC+2 | 20:00 UTC+2     | Afonso Alves 36′ | (1 – 0) Rapport | 66′ Gustaf Andersson | Malmö Publik: 22 920 Domare: Jonas Eriksson (Sigtuna) | Malmö Publik: 22 920 Domare: Jonas Eriksson (Sigtuna) |
| 20:00 UTC+2 | 20:00 UTC+2     |                  |                 |                      | Malmö Publik: 22 920 Domare: Jonas Eriksson (Sigtuna) | Malmö Publik: 22 920 Domare: Jonas Eriksson (Sigtuna) |
| 20:00 UTC+2 | 20:00 UTC+2     |                  |                 |                      | Malmö Publik: 22 920 Domare: Jonas Eriksson (Sigtuna) | Malmö Publik: 22 920 Domare: Jonas Eriksson (Sigtuna) |

### Omgång 18
| 120         | 29 augusti 2004 | AIK                                            | 2 – 2           | Helsingborgs IF                       | Råsunda                                                 |                                                         |
| 17:00 UTC+2 | 17:00 UTC+2     | Stefan Ishizaki 34′ (str.) Niklas Sandberg 63′ | (1 – 1) Rapport | 5′ Andreas Dahl 55′ Christian Järdler | Stockholm Publik: 10 480 Domare: Anders Frisk (Mölndal) | Stockholm Publik: 10 480 Domare: Anders Frisk (Mölndal) |
| 17:00 UTC+2 | 17:00 UTC+2     |                                                |                 |                                       | Stockholm Publik: 10 480 Domare: Anders Frisk (Mölndal) | Stockholm Publik: 10 480 Domare: Anders Frisk (Mölndal) |
| 17:00 UTC+2 | 17:00 UTC+2     |                                                |                 |                                       | Stockholm Publik: 10 480 Domare: Anders Frisk (Mölndal) | Stockholm Publik: 10 480 Domare: Anders Frisk (Mölndal) |

| 121         | 29 augusti 2004 | Trelleborgs FF      | 1 – 1           | GIF Sundsvall          | Vångavallen                                                    |                                                                |
| 17:00 UTC+2 | 17:00 UTC+2     | Mats Lilienberg 90′ | (0 – 1) Rapport | 23′ Andreas Hermansson | Trelleborg Publik: 1 587 Domare: Peter Fröjdfeldt (Eskilstuna) | Trelleborg Publik: 1 587 Domare: Peter Fröjdfeldt (Eskilstuna) |
| 17:00 UTC+2 | 17:00 UTC+2     |                     |                 |                        | Trelleborg Publik: 1 587 Domare: Peter Fröjdfeldt (Eskilstuna) | Trelleborg Publik: 1 587 Domare: Peter Fröjdfeldt (Eskilstuna) |
| 17:00 UTC+2 | 17:00 UTC+2     |                     |                 |                        | Trelleborg Publik: 1 587 Domare: Peter Fröjdfeldt (Eskilstuna) | Trelleborg Publik: 1 587 Domare: Peter Fröjdfeldt (Eskilstuna) |

| 122         | 29 augusti 2004 | Landskrona BoIS | 0 – 1           | IFK Göteborg      | Landskrona IP                                            |                                                          |
| 17:00 UTC+2 | 17:00 UTC+2     |                 | (0 – 0) Rapport | 73′ George Mourad | Landskrona Publik: 6 315 Domare: Leif Sundell (Borlänge) | Landskrona Publik: 6 315 Domare: Leif Sundell (Borlänge) |
| 17:00 UTC+2 | 17:00 UTC+2     |                 |                 |                   | Landskrona Publik: 6 315 Domare: Leif Sundell (Borlänge) | Landskrona Publik: 6 315 Domare: Leif Sundell (Borlänge) |
| 17:00 UTC+2 | 17:00 UTC+2     |                 |                 |                   | Landskrona Publik: 6 315 Domare: Leif Sundell (Borlänge) | Landskrona Publik: 6 315 Domare: Leif Sundell (Borlänge) |

| 123         | 30 augusti 2004 | Örebro SK | 0 – 2           | Djurgårdens IF                     | Eyravallen                                                  |                                                             |
| 19:00 UTC+2 | 19:00 UTC+2     |           | (0 – 0) Rapport | 88′ Elias Storm 90+1′ Johan Arneng | Örebro Publik: 8 103 Domare: Martin Ingvarsson (Hässleholm) | Örebro Publik: 8 103 Domare: Martin Ingvarsson (Hässleholm) |
| 19:00 UTC+2 | 19:00 UTC+2     |           |                 |                                    | Örebro Publik: 8 103 Domare: Martin Ingvarsson (Hässleholm) | Örebro Publik: 8 103 Domare: Martin Ingvarsson (Hässleholm) |
| 19:00 UTC+2 | 19:00 UTC+2     |           |                 |                                    | Örebro Publik: 8 103 Domare: Martin Ingvarsson (Hässleholm) | Örebro Publik: 8 103 Domare: Martin Ingvarsson (Hässleholm) |

| 124         | 30 augusti 2004 | IF Elfsborg | 0 – 1           | Kalmar FF | Ryavallen                                                |                                                          |
| 19:00 UTC+2 | 19:00 UTC+2     |             | (0 – 1) Rapport | 20′ Diogo | Borås Publik: 5 223 Domare: Håkan Jonasson (Helsingborg) | Borås Publik: 5 223 Domare: Håkan Jonasson (Helsingborg) |
| 19:00 UTC+2 | 19:00 UTC+2     |             |                 |           | Borås Publik: 5 223 Domare: Håkan Jonasson (Helsingborg) | Borås Publik: 5 223 Domare: Håkan Jonasson (Helsingborg) |
| 19:00 UTC+2 | 19:00 UTC+2     |             |                 |           | Borås Publik: 5 223 Domare: Håkan Jonasson (Helsingborg) | Borås Publik: 5 223 Domare: Håkan Jonasson (Helsingborg) |

| 125         | 30 augusti 2004 | Örgryte IS | 0 – 2           | Malmö FF                               | Gamla Ullevi                                            |                                                         |
| 19:00 UTC+2 | 19:00 UTC+2     |            | (0 – 1) Rapport | 20′ Afonso Alves 48′ Andreas Yngvesson | Göteborg Publik: 4 482 Domare: Martin Hansson (Holmsjö) | Göteborg Publik: 4 482 Domare: Martin Hansson (Holmsjö) |
| 19:00 UTC+2 | 19:00 UTC+2     |            |                 |                                        | Göteborg Publik: 4 482 Domare: Martin Hansson (Holmsjö) | Göteborg Publik: 4 482 Domare: Martin Hansson (Holmsjö) |
| 19:00 UTC+2 | 19:00 UTC+2     |            |                 |                                        | Göteborg Publik: 4 482 Domare: Martin Hansson (Holmsjö) | Göteborg Publik: 4 482 Domare: Martin Hansson (Holmsjö) |

| 126         | 30 augusti 2004 | Hammarby IF             | 1 – 1           | Halmstads BK  | Söderstadion                                              |                                                           |
| 20:00 UTC+2 | 20:00 UTC+2     | Max von Schlebrügge 88′ | (0 – 0) Rapport | 55′ Yaw Preko | Stockholm Publik: 10 552 Domare: Miro Ukalovic (Göteborg) | Stockholm Publik: 10 552 Domare: Miro Ukalovic (Göteborg) |
| 20:00 UTC+2 | 20:00 UTC+2     |                         |                 |               | Stockholm Publik: 10 552 Domare: Miro Ukalovic (Göteborg) | Stockholm Publik: 10 552 Domare: Miro Ukalovic (Göteborg) |
| 20:00 UTC+2 | 20:00 UTC+2     |                         |                 |               | Stockholm Publik: 10 552 Domare: Miro Ukalovic (Göteborg) | Stockholm Publik: 10 552 Domare: Miro Ukalovic (Göteborg) |

### Omgång 19
| 127         | 11 september 2004 | Djurgårdens IF     | 1 – 0           | Hammarby IF | Råsunda                                                         |                                                                 |
| 16:00 UTC+2 | 16:00 UTC+2       | René Makondele 52′ | (0 – 0) Rapport |             | Stockholm Publik: 20 750 Domare: Martin Ingvarsson (Hässleholm) | Stockholm Publik: 20 750 Domare: Martin Ingvarsson (Hässleholm) |
| 16:00 UTC+2 | 16:00 UTC+2       |                    |                 |             | Stockholm Publik: 20 750 Domare: Martin Ingvarsson (Hässleholm) | Stockholm Publik: 20 750 Domare: Martin Ingvarsson (Hässleholm) |
| 16:00 UTC+2 | 16:00 UTC+2       |                    |                 |             | Stockholm Publik: 20 750 Domare: Martin Ingvarsson (Hässleholm) | Stockholm Publik: 20 750 Domare: Martin Ingvarsson (Hässleholm) |

| 128         | 12 september 2004 | IF Elfsborg             | 1 – 1           | Landskrona BoIS     | Ryavallen                                          |                                                    |
| 17:00 UTC+2 | 17:00 UTC+2       | Hans Berggren 8′ (str.) | (1 – 1) Rapport | 13′ Johan Andersson | Borås Publik: 4 178 Domare: Anders Frisk (Mölndal) | Borås Publik: 4 178 Domare: Anders Frisk (Mölndal) |
| 17:00 UTC+2 | 17:00 UTC+2       |                         |                 |                     | Borås Publik: 4 178 Domare: Anders Frisk (Mölndal) | Borås Publik: 4 178 Domare: Anders Frisk (Mölndal) |
| 17:00 UTC+2 | 17:00 UTC+2       |                         |                 |                     | Borås Publik: 4 178 Domare: Anders Frisk (Mölndal) | Borås Publik: 4 178 Domare: Anders Frisk (Mölndal) |

| 129         | 12 september 2004 | GIF Sundsvall         | 1 – 0           | Örebro SK | Idrottsparken                                                |                                                              |
| 17:00 UTC+2 | 17:00 UTC+2       | Jonas Wallerstedt 46′ | (0 – 0) Rapport |           | Sundsvall Publik: 6 566 Domare: Åke Andreasson (Stenungsund) | Sundsvall Publik: 6 566 Domare: Åke Andreasson (Stenungsund) |
| 17:00 UTC+2 | 17:00 UTC+2       |                       |                 |           | Sundsvall Publik: 6 566 Domare: Åke Andreasson (Stenungsund) | Sundsvall Publik: 6 566 Domare: Åke Andreasson (Stenungsund) |
| 17:00 UTC+2 | 17:00 UTC+2       |                       |                 |           | Sundsvall Publik: 6 566 Domare: Åke Andreasson (Stenungsund) | Sundsvall Publik: 6 566 Domare: Åke Andreasson (Stenungsund) |

| 130         | 13 september 2004 | Kalmar FF | 1 – 1           | Örgryte IS           | Fredriksskans IP                                           |                                                            |
| 19:00 UTC+2 | 19:00 UTC+2       | Diogo 5′  | (1 – 0) Rapport | 90+2′ Johan Anegrund | Kalmar Publik: 6 553 Domare: Peter Fröjdfeldt (Eskilstuna) | Kalmar Publik: 6 553 Domare: Peter Fröjdfeldt (Eskilstuna) |
| 19:00 UTC+2 | 19:00 UTC+2       |           |                 |                      | Kalmar Publik: 6 553 Domare: Peter Fröjdfeldt (Eskilstuna) | Kalmar Publik: 6 553 Domare: Peter Fröjdfeldt (Eskilstuna) |
| 19:00 UTC+2 | 19:00 UTC+2       |           |                 |                      | Kalmar Publik: 6 553 Domare: Peter Fröjdfeldt (Eskilstuna) | Kalmar Publik: 6 553 Domare: Peter Fröjdfeldt (Eskilstuna) |

| 131         | 13 september 2004 | Helsingborgs IF         | 2 – 0           | Trelleborgs FF | Olympia                                                        |                                                                |
| 19:00 UTC+2 | 19:00 UTC+2       | Peter Graulund 87′, 87′ | (0 – 0) Rapport |                | Helsingborg Publik: 8 559 Domare: Markus Strömbergsson (Gävle) | Helsingborg Publik: 8 559 Domare: Markus Strömbergsson (Gävle) |
| 19:00 UTC+2 | 19:00 UTC+2       |                         |                 |                | Helsingborg Publik: 8 559 Domare: Markus Strömbergsson (Gävle) | Helsingborg Publik: 8 559 Domare: Markus Strömbergsson (Gävle) |
| 19:00 UTC+2 | 19:00 UTC+2       |                         |                 |                | Helsingborg Publik: 8 559 Domare: Markus Strömbergsson (Gävle) | Helsingborg Publik: 8 559 Domare: Markus Strömbergsson (Gävle) |

| 132         | 13 september 2004 | IFK Göteborg               | 1 – 0           | AIK | Gamla Ullevi                                            |                                                         |
| 19:00 UTC+2 | 19:00 UTC+2       | Niklas Sandberg 89′ (sjm.) | (0 – 0) Rapport |     | Göteborg Publik: 10 637 Domare: Leif Sundell (Borlänge) | Göteborg Publik: 10 637 Domare: Leif Sundell (Borlänge) |
| 19:00 UTC+2 | 19:00 UTC+2       |                            |                 |     | Göteborg Publik: 10 637 Domare: Leif Sundell (Borlänge) | Göteborg Publik: 10 637 Domare: Leif Sundell (Borlänge) |
| 19:00 UTC+2 | 19:00 UTC+2       |                            |                 |     | Göteborg Publik: 10 637 Domare: Leif Sundell (Borlänge) | Göteborg Publik: 10 637 Domare: Leif Sundell (Borlänge) |

| 133         | 14 september 2004 | Halmstads BK              | 2 – 2           | Malmö FF                            | Örjans vall                                               |                                                           |
| 19:00 UTC+2 | 19:00 UTC+2       | Markus Rosenberg 16′, 30′ | (2 – 0) Rapport | 61′ Peter Abelsson 81′ Afonso Alves | Halmstad Publik: 11 239 Domare: Stefan Johannesson (Täby) | Halmstad Publik: 11 239 Domare: Stefan Johannesson (Täby) |
| 19:00 UTC+2 | 19:00 UTC+2       |                           |                 |                                     | Halmstad Publik: 11 239 Domare: Stefan Johannesson (Täby) | Halmstad Publik: 11 239 Domare: Stefan Johannesson (Täby) |
| 19:00 UTC+2 | 19:00 UTC+2       |                           |                 |                                     | Halmstad Publik: 11 239 Domare: Stefan Johannesson (Täby) | Halmstad Publik: 11 239 Domare: Stefan Johannesson (Täby) |

### Omgång 20
| 134         | 18 september 2004 | Landskrona BoIS | 0 – 2           | Kalmar FF      | Landskrona IP                                             |                                                           |
| 16:00 UTC+2 | 16:00 UTC+2       |                 | (0 – 0) Rapport | 50′, 62′ Diogo | Landskrona Publik: 4 011 Domare: Miro Ukalovic (Göteborg) | Landskrona Publik: 4 011 Domare: Miro Ukalovic (Göteborg) |
| 16:00 UTC+2 | 16:00 UTC+2       |                 |                 |                | Landskrona Publik: 4 011 Domare: Miro Ukalovic (Göteborg) | Landskrona Publik: 4 011 Domare: Miro Ukalovic (Göteborg) |
| 16:00 UTC+2 | 16:00 UTC+2       |                 |                 |                | Landskrona Publik: 4 011 Domare: Miro Ukalovic (Göteborg) | Landskrona Publik: 4 011 Domare: Miro Ukalovic (Göteborg) |

| 135         | 19 september 2004 | Trelleborgs FF                 | 2 – 3           | IFK Göteborg                                                | Vångavallen                                               |                                                           |
| 17:00 UTC+2 | 17:00 UTC+2       | Thomas Lindh 7′ Jens Sloth 32′ | (2 – 2) Rapport | 13′ Mikael Sandklef 24′ Peter Ijeh 49′ Niclas Alexandersson | Trelleborg Publik: 2 513 Domare: Jonas Eriksson (Sigtuna) | Trelleborg Publik: 2 513 Domare: Jonas Eriksson (Sigtuna) |
| 17:00 UTC+2 | 17:00 UTC+2       |                                |                 |                                                             | Trelleborg Publik: 2 513 Domare: Jonas Eriksson (Sigtuna) | Trelleborg Publik: 2 513 Domare: Jonas Eriksson (Sigtuna) |
| 17:00 UTC+2 | 17:00 UTC+2       |                                |                 |                                                             | Trelleborg Publik: 2 513 Domare: Jonas Eriksson (Sigtuna) | Trelleborg Publik: 2 513 Domare: Jonas Eriksson (Sigtuna) |

| 136         | 19 september 2004 | Hammarby IF                    | 1 – 0           | GIF Sundsvall | Söderstadion                                                   |                                                                |
| 17:00 UTC+2 | 17:00 UTC+2       | Karl Oskar Fjørtoft 22′ (str.) | (1 – 0) Rapport |               | Stockholm Publik: 8 870 Domare: Daniel Stålhammar (Landskrona) | Stockholm Publik: 8 870 Domare: Daniel Stålhammar (Landskrona) |
| 17:00 UTC+2 | 17:00 UTC+2       |                                |                 |               | Stockholm Publik: 8 870 Domare: Daniel Stålhammar (Landskrona) | Stockholm Publik: 8 870 Domare: Daniel Stålhammar (Landskrona) |
| 17:00 UTC+2 | 17:00 UTC+2       |                                |                 |               | Stockholm Publik: 8 870 Domare: Daniel Stålhammar (Landskrona) | Stockholm Publik: 8 870 Domare: Daniel Stålhammar (Landskrona) |

| 137         | 19 september 2004 | Örgryte IS                                | 2 – 0           | Halmstads BK | Gamla Ullevi                                                  |                                                               |
| 17:00 UTC+2 | 17:00 UTC+2       | David Marek 17′ Aílton Almeida 85′ (str.) | (1 – 0) Rapport |              | Göteborg Publik: 4 193 Domare: Martin Ingvarsson (Hässleholm) | Göteborg Publik: 4 193 Domare: Martin Ingvarsson (Hässleholm) |
| 17:00 UTC+2 | 17:00 UTC+2       |                                           |                 |              | Göteborg Publik: 4 193 Domare: Martin Ingvarsson (Hässleholm) | Göteborg Publik: 4 193 Domare: Martin Ingvarsson (Hässleholm) |
| 17:00 UTC+2 | 17:00 UTC+2       |                                           |                 |              | Göteborg Publik: 4 193 Domare: Martin Ingvarsson (Hässleholm) | Göteborg Publik: 4 193 Domare: Martin Ingvarsson (Hässleholm) |

| 138         | 20 september 2004 | AIK             | 1 – 1           | IF Elfsborg       | Råsunda                                                      |                                                              |
| 19:00 UTC+2 | 19:00 UTC+2       | Per Nilsson 32′ | (1 – 1) Rapport | 18′ Samuel Holmén | Stockholm Publik: 9 207 Domare: Håkan Jonasson (Helsingborg) | Stockholm Publik: 9 207 Domare: Håkan Jonasson (Helsingborg) |
| 19:00 UTC+2 | 19:00 UTC+2       |                 |                 |                   | Stockholm Publik: 9 207 Domare: Håkan Jonasson (Helsingborg) | Stockholm Publik: 9 207 Domare: Håkan Jonasson (Helsingborg) |
| 19:00 UTC+2 | 19:00 UTC+2       |                 |                 |                   | Stockholm Publik: 9 207 Domare: Håkan Jonasson (Helsingborg) | Stockholm Publik: 9 207 Domare: Håkan Jonasson (Helsingborg) |

| 139         | 20 september 2004 | Örebro SK                                               | 3 – 1           | Helsingborgs IF       | Eyravallen                                            |                                                       |
| 19:00 UTC+2 | 19:00 UTC+2       | Thomas Andersson 30′ (str.), 89′ (str.) Herish Kuhi 53′ | (1 – 0) Rapport | 62′ Mattias Lindström | Örebro Publik: 5 017 Domare: Martin Hansson (Holmsjö) | Örebro Publik: 5 017 Domare: Martin Hansson (Holmsjö) |
| 19:00 UTC+2 | 19:00 UTC+2       |                                                         |                 |                       | Örebro Publik: 5 017 Domare: Martin Hansson (Holmsjö) | Örebro Publik: 5 017 Domare: Martin Hansson (Holmsjö) |
| 19:00 UTC+2 | 19:00 UTC+2       |                                                         |                 |                       | Örebro Publik: 5 017 Domare: Martin Hansson (Holmsjö) | Örebro Publik: 5 017 Domare: Martin Hansson (Holmsjö) |

| 140         | 20 september 2004 | Malmö FF                                   | 2 – 0           | Djurgårdens IF | Malmö Stadion                                              |                                                            |
| 19:00 UTC+2 | 19:00 UTC+2       | Andreas Yngvesson 32′ Jon Inge Høiland 71′ | (1 – 0) Rapport |                | Malmö Publik: 18 218 Domare: Peter Fröjdfeldt (Eskilstuna) | Malmö Publik: 18 218 Domare: Peter Fröjdfeldt (Eskilstuna) |
| 19:00 UTC+2 | 19:00 UTC+2       |                                            |                 |                | Malmö Publik: 18 218 Domare: Peter Fröjdfeldt (Eskilstuna) | Malmö Publik: 18 218 Domare: Peter Fröjdfeldt (Eskilstuna) |
| 19:00 UTC+2 | 19:00 UTC+2       |                                            |                 |                | Malmö Publik: 18 218 Domare: Peter Fröjdfeldt (Eskilstuna) | Malmö Publik: 18 218 Domare: Peter Fröjdfeldt (Eskilstuna) |

### Omgång 21
| 141         | 22 september 2004 | Landskrona BoIS                                   | 3 – 2           | GIF Sundsvall                                      | Landskrona IP                                              |                                                            |
| 19:00 UTC+2 | 19:00 UTC+2       | Kevin Amuneke 32′, 57′ Stefan Åhlander 46′ (sjm.) | (1 – 2) Rapport | 19′ (str.) Fredric Lundqvist 20′ Jonas Wallerstedt | Landskrona Publik: 2 757 Domare: Stefan Johannesson (Täby) | Landskrona Publik: 2 757 Domare: Stefan Johannesson (Täby) |
| 19:00 UTC+2 | 19:00 UTC+2       |                                                   |                 |                                                    | Landskrona Publik: 2 757 Domare: Stefan Johannesson (Täby) | Landskrona Publik: 2 757 Domare: Stefan Johannesson (Täby) |
| 19:00 UTC+2 | 19:00 UTC+2       |                                                   |                 |                                                    | Landskrona Publik: 2 757 Domare: Stefan Johannesson (Täby) | Landskrona Publik: 2 757 Domare: Stefan Johannesson (Täby) |

| 142         | 22 september 2004 | Trelleborgs FF | 0 – 4           | Halmstads BK                                              | Vångavallen                                                   |                                                               |
| 19:00 UTC+2 | 19:00 UTC+2       |                | (0 – 2) Rapport | 19′ Yaw Preko 38′ Sharbel Touma 54′, 56′ Markus Rosenberg | Trelleborg Publik: 1 614 Domare: Åke Andreasson (Stenungsund) | Trelleborg Publik: 1 614 Domare: Åke Andreasson (Stenungsund) |
| 19:00 UTC+2 | 19:00 UTC+2       |                |                 |                                                           | Trelleborg Publik: 1 614 Domare: Åke Andreasson (Stenungsund) | Trelleborg Publik: 1 614 Domare: Åke Andreasson (Stenungsund) |
| 19:00 UTC+2 | 19:00 UTC+2       |                |                 |                                                           | Trelleborg Publik: 1 614 Domare: Åke Andreasson (Stenungsund) | Trelleborg Publik: 1 614 Domare: Åke Andreasson (Stenungsund) |

| 143         | 22 september 2004 | Hammarby IF | 0 – 1           | Örgryte IS             | Söderstadion                                            |                                                         |
| 19:00 UTC+2 | 19:00 UTC+2       |             | (0 – 0) Rapport | 85′ Johann Gudmundsson | Stockholm Publik: 8 437 Domare: Leif Sundell (Borlänge) | Stockholm Publik: 8 437 Domare: Leif Sundell (Borlänge) |
| 19:00 UTC+2 | 19:00 UTC+2       |             |                 |                        | Stockholm Publik: 8 437 Domare: Leif Sundell (Borlänge) | Stockholm Publik: 8 437 Domare: Leif Sundell (Borlänge) |
| 19:00 UTC+2 | 19:00 UTC+2       |             |                 |                        | Stockholm Publik: 8 437 Domare: Leif Sundell (Borlänge) | Stockholm Publik: 8 437 Domare: Leif Sundell (Borlänge) |

| 144         | 23 september 2004 | IF Elfsborg        | 1 – 0           | IFK Göteborg | Ryavallen                                                   |                                                             |
| 19:00 UTC+2 | 19:00 UTC+2       | Johan Karlsson 44′ | (1 – 0) Rapport |              | Borås Publik: 10 635 Domare: Daniel Stålhammar (Landskrona) | Borås Publik: 10 635 Domare: Daniel Stålhammar (Landskrona) |
| 19:00 UTC+2 | 19:00 UTC+2       |                    |                 |              | Borås Publik: 10 635 Domare: Daniel Stålhammar (Landskrona) | Borås Publik: 10 635 Domare: Daniel Stålhammar (Landskrona) |
| 19:00 UTC+2 | 19:00 UTC+2       |                    |                 |              | Borås Publik: 10 635 Domare: Daniel Stålhammar (Landskrona) | Borås Publik: 10 635 Domare: Daniel Stålhammar (Landskrona) |

| 145         | 23 september 2004 | Kalmar FF | 0 – 0           | Helsingborgs IF | Fredriksskans IP                                      |                                                       |
| 19:00 UTC+2 | 19:00 UTC+2       |           | (0 – 0) Rapport |                 | Kalmar Publik: 5 788 Domare: Jonas Eriksson (Sigtuna) | Kalmar Publik: 5 788 Domare: Jonas Eriksson (Sigtuna) |
| 19:00 UTC+2 | 19:00 UTC+2       |           |                 |                 | Kalmar Publik: 5 788 Domare: Jonas Eriksson (Sigtuna) | Kalmar Publik: 5 788 Domare: Jonas Eriksson (Sigtuna) |
| 19:00 UTC+2 | 19:00 UTC+2       |           |                 |                 | Kalmar Publik: 5 788 Domare: Jonas Eriksson (Sigtuna) | Kalmar Publik: 5 788 Domare: Jonas Eriksson (Sigtuna) |

| 146         | 23 september 2004 | Örebro SK       | 1 – 2           | Malmö FF                          | Eyravallen                                            |                                                       |
| 19:00 UTC+2 | 19:00 UTC+2       | Herish Kuhi 85′ | (0 – 0) Rapport | 52′ Niklas Skoog 68′ Afonso Alves | Örebro Publik: 6 629 Domare: Miro Ukalovic (Göteborg) | Örebro Publik: 6 629 Domare: Miro Ukalovic (Göteborg) |
| 19:00 UTC+2 | 19:00 UTC+2       |                 |                 |                                   | Örebro Publik: 6 629 Domare: Miro Ukalovic (Göteborg) | Örebro Publik: 6 629 Domare: Miro Ukalovic (Göteborg) |
| 19:00 UTC+2 | 19:00 UTC+2       |                 |                 |                                   | Örebro Publik: 6 629 Domare: Miro Ukalovic (Göteborg) | Örebro Publik: 6 629 Domare: Miro Ukalovic (Göteborg) |

| 147         | 23 september 2004 | AIK                 | 1 – 1           | Djurgårdens IF      | Råsunda                                                        |                                                                |
| 20:00 UTC+2 | 20:00 UTC+2       | Stefan Ishizaki 55′ | (0 – 0) Rapport | 80′ Fredrik Stenman | Stockholm Publik: 18 876 Domare: Peter Fröjdfeldt (Eskilstuna) | Stockholm Publik: 18 876 Domare: Peter Fröjdfeldt (Eskilstuna) |
| 20:00 UTC+2 | 20:00 UTC+2       |                     |                 |                     | Stockholm Publik: 18 876 Domare: Peter Fröjdfeldt (Eskilstuna) | Stockholm Publik: 18 876 Domare: Peter Fröjdfeldt (Eskilstuna) |
| 20:00 UTC+2 | 20:00 UTC+2       |                     |                 |                     | Stockholm Publik: 18 876 Domare: Peter Fröjdfeldt (Eskilstuna) | Stockholm Publik: 18 876 Domare: Peter Fröjdfeldt (Eskilstuna) |

### Omgång 22
| 148         | 26 september 2004 | Halmstads BK                                                             | 5 – 0           | Örebro SK | Örjans vall                                                   |                                                               |
| 17:00 UTC+2 | 17:00 UTC+2       | Sharbel Touma 22′ Tomas Žvirgždauskas 34′ Markus Rosenberg 47′, 51′, 67′ | (2 – 0) Rapport |           | Halmstad Publik: 6 584 Domare: Daniel Stålhammar (Landskrona) | Halmstad Publik: 6 584 Domare: Daniel Stålhammar (Landskrona) |
| 17:00 UTC+2 | 17:00 UTC+2       |                                                                          |                 |           | Halmstad Publik: 6 584 Domare: Daniel Stålhammar (Landskrona) | Halmstad Publik: 6 584 Domare: Daniel Stålhammar (Landskrona) |
| 17:00 UTC+2 | 17:00 UTC+2       |                                                                          |                 |           | Halmstad Publik: 6 584 Domare: Daniel Stålhammar (Landskrona) | Halmstad Publik: 6 584 Domare: Daniel Stålhammar (Landskrona) |

| 149         | 26 september 2004 | Djurgårdens IF                                                              | 5 – 0           | Trelleborgs FF | Råsunda                                                      |                                                              |
| 17:00 UTC+2 | 17:00 UTC+2       | Andreas Johansson 6′ Fredrik Stenman 36′ Patrick Amoah 44′ Abgar Barsom 79′ | (4 – 0) Rapport |                | Stockholm Publik: 5 448 Domare: Markus Strömbergsson (Gävle) | Stockholm Publik: 5 448 Domare: Markus Strömbergsson (Gävle) |
| 17:00 UTC+2 | 17:00 UTC+2       |                                                                             |                 |                | Stockholm Publik: 5 448 Domare: Markus Strömbergsson (Gävle) | Stockholm Publik: 5 448 Domare: Markus Strömbergsson (Gävle) |
| 17:00 UTC+2 | 17:00 UTC+2       |                                                                             |                 |                | Stockholm Publik: 5 448 Domare: Markus Strömbergsson (Gävle) | Stockholm Publik: 5 448 Domare: Markus Strömbergsson (Gävle) |

| 150         | 26 september 2004 | Örgryte IS | 0 – 2           | IF Elfsborg                          | Gamla Ullevi                                             |                                                          |
| 17:00 UTC+2 | 17:00 UTC+2       |            | (0 – 1) Rapport | 4′ Lasse Nilsson 62′ Andreas Nilsson | Göteborg Publik: 4 805 Domare: Stefan Johannesson (Täby) | Göteborg Publik: 4 805 Domare: Stefan Johannesson (Täby) |
| 17:00 UTC+2 | 17:00 UTC+2       |            |                 |                                      | Göteborg Publik: 4 805 Domare: Stefan Johannesson (Täby) | Göteborg Publik: 4 805 Domare: Stefan Johannesson (Täby) |
| 17:00 UTC+2 | 17:00 UTC+2       |            |                 |                                      | Göteborg Publik: 4 805 Domare: Stefan Johannesson (Täby) | Göteborg Publik: 4 805 Domare: Stefan Johannesson (Täby) |

| 151         | 26 september 2004 | Malmö FF                                                            | 4 – 3           | Hammarby IF                                                    | Malmö Stadion                                         |                                                       |
| 19:00 UTC+2 | 19:00 UTC+2       | Afonso Alves 13′, 79′ Niklas Skoog 32′ (str.) Andreas Yngvesson 43′ | (3 – 1) Rapport | 9′ Haris Laitinen 52′ (sjm.) Peter Abelsson 58′ Erik Johansson | Malmö Publik: 20 302 Domare: Martin Hansson (Holmsjö) | Malmö Publik: 20 302 Domare: Martin Hansson (Holmsjö) |
| 19:00 UTC+2 | 19:00 UTC+2       |                                                                     |                 |                                                                | Malmö Publik: 20 302 Domare: Martin Hansson (Holmsjö) | Malmö Publik: 20 302 Domare: Martin Hansson (Holmsjö) |
| 19:00 UTC+2 | 19:00 UTC+2       |                                                                     |                 |                                                                | Malmö Publik: 20 302 Domare: Martin Hansson (Holmsjö) | Malmö Publik: 20 302 Domare: Martin Hansson (Holmsjö) |

| 152         | 27 september 2004 | GIF Sundsvall       | 1 – 1           | AIK              | Idrottsparken                                                  |                                                                |
| 19:00 UTC+2 | 19:00 UTC+2       | Mikael Dahlberg 76′ | (0 – 1) Rapport | 4′ Martin Åslund | Sundsvall Publik: 5 969 Domare: Martin Ingvarsson (Hässleholm) | Sundsvall Publik: 5 969 Domare: Martin Ingvarsson (Hässleholm) |
| 19:00 UTC+2 | 19:00 UTC+2       |                     |                 |                  | Sundsvall Publik: 5 969 Domare: Martin Ingvarsson (Hässleholm) | Sundsvall Publik: 5 969 Domare: Martin Ingvarsson (Hässleholm) |
| 19:00 UTC+2 | 19:00 UTC+2       |                     |                 |                  | Sundsvall Publik: 5 969 Domare: Martin Ingvarsson (Hässleholm) | Sundsvall Publik: 5 969 Domare: Martin Ingvarsson (Hässleholm) |

| 153         | 27 september 2004 | Helsingborgs IF | 0 – 1           | Landskrona BoIS   | Olympia                                                   |                                                           |
| 19:00 UTC+2 | 19:00 UTC+2       |                 | (0 – 0) Rapport | 78′ Kevin Amuneke | Helsingborg Publik: 13 174 Domare: Anders Frisk (Mölndal) | Helsingborg Publik: 13 174 Domare: Anders Frisk (Mölndal) |
| 19:00 UTC+2 | 19:00 UTC+2       |                 |                 |                   | Helsingborg Publik: 13 174 Domare: Anders Frisk (Mölndal) | Helsingborg Publik: 13 174 Domare: Anders Frisk (Mölndal) |
| 19:00 UTC+2 | 19:00 UTC+2       |                 |                 |                   | Helsingborg Publik: 13 174 Domare: Anders Frisk (Mölndal) | Helsingborg Publik: 13 174 Domare: Anders Frisk (Mölndal) |

| 154         | 27 september 2004 | IFK Göteborg     | 1 – 0           | Kalmar FF | Gamla Ullevi                                                |                                                             |
| 19:00 UTC+2 | 19:00 UTC+2       | George Mourad 4′ | (1 – 0) Rapport |           | Göteborg Publik: 8 144 Domare: Håkan Jonasson (Helsingborg) | Göteborg Publik: 8 144 Domare: Håkan Jonasson (Helsingborg) |
| 19:00 UTC+2 | 19:00 UTC+2       |                  |                 |           | Göteborg Publik: 8 144 Domare: Håkan Jonasson (Helsingborg) | Göteborg Publik: 8 144 Domare: Håkan Jonasson (Helsingborg) |
| 19:00 UTC+2 | 19:00 UTC+2       |                  |                 |           | Göteborg Publik: 8 144 Domare: Håkan Jonasson (Helsingborg) | Göteborg Publik: 8 144 Domare: Håkan Jonasson (Helsingborg) |

### Omgång 23
| 155         | 3 oktober 2004 | Kalmar FF         | 1 – 0           | Malmö FF | Fredriksskans IP                                      |                                                       |
| 15:00 UTC+2 | 15:00 UTC+2    | Fábio Augusto 36′ | (1 – 0) Rapport |          | Kalmar Publik: 8 758 Domare: Jonas Eriksson (Sigtuna) | Kalmar Publik: 8 758 Domare: Jonas Eriksson (Sigtuna) |
| 15:00 UTC+2 | 15:00 UTC+2    |                   |                 |          | Kalmar Publik: 8 758 Domare: Jonas Eriksson (Sigtuna) | Kalmar Publik: 8 758 Domare: Jonas Eriksson (Sigtuna) |
| 15:00 UTC+2 | 15:00 UTC+2    |                   |                 |          | Kalmar Publik: 8 758 Domare: Jonas Eriksson (Sigtuna) | Kalmar Publik: 8 758 Domare: Jonas Eriksson (Sigtuna) |

| 156         | 3 oktober 2004 | AIK              | 1 – 2           | Örebro SK                               | Råsunda                                                         |                                                                 |
| 15:00 UTC+2 | 15:00 UTC+2    | Martin Åslund 9′ | (1 – 0) Rapport | 53′ Gustaf Crona 65′ Robert Mambo Mumba | Stockholm Publik: 12 351 Domare: Martin Ingvarsson (Hässleholm) | Stockholm Publik: 12 351 Domare: Martin Ingvarsson (Hässleholm) |
| 15:00 UTC+2 | 15:00 UTC+2    |                  |                 |                                         | Stockholm Publik: 12 351 Domare: Martin Ingvarsson (Hässleholm) | Stockholm Publik: 12 351 Domare: Martin Ingvarsson (Hässleholm) |
| 15:00 UTC+2 | 15:00 UTC+2    |                  |                 |                                         | Stockholm Publik: 12 351 Domare: Martin Ingvarsson (Hässleholm) | Stockholm Publik: 12 351 Domare: Martin Ingvarsson (Hässleholm) |

| 157         | 3 oktober 2004 | Trelleborgs FF      | 1 – 1           | Örgryte IS         | Vångavallen                                               |                                                           |
| 15:00 UTC+2 | 15:00 UTC+2    | Emil Mårtensson 42′ | (1 – 1) Rapport | 41′ Aílton Almeida | Trelleborg Publik: 1 310 Domare: Martin Hansson (Holmsjö) | Trelleborg Publik: 1 310 Domare: Martin Hansson (Holmsjö) |
| 15:00 UTC+2 | 15:00 UTC+2    |                     |                 |                    | Trelleborg Publik: 1 310 Domare: Martin Hansson (Holmsjö) | Trelleborg Publik: 1 310 Domare: Martin Hansson (Holmsjö) |
| 15:00 UTC+2 | 15:00 UTC+2    |                     |                 |                    | Trelleborg Publik: 1 310 Domare: Martin Hansson (Holmsjö) | Trelleborg Publik: 1 310 Domare: Martin Hansson (Holmsjö) |

| 158         | 4 oktober 2004 | IF Elfsborg           | 1 – 1           | Halmstads BK         | Ryavallen                                                  |                                                            |
| 19:00 UTC+2 | 19:00 UTC+2    | Andréas Klarström 75′ | (0 – 0) Rapport | 85′ Patrik Ingelsten | Borås Publik: 8 120 Domare: Daniel Stålhammar (Landskrona) | Borås Publik: 8 120 Domare: Daniel Stålhammar (Landskrona) |
| 19:00 UTC+2 | 19:00 UTC+2    |                       |                 |                      | Borås Publik: 8 120 Domare: Daniel Stålhammar (Landskrona) | Borås Publik: 8 120 Domare: Daniel Stålhammar (Landskrona) |
| 19:00 UTC+2 | 19:00 UTC+2    |                       |                 |                      | Borås Publik: 8 120 Domare: Daniel Stålhammar (Landskrona) | Borås Publik: 8 120 Domare: Daniel Stålhammar (Landskrona) |

| 159         | 4 oktober 2004 | Landskrona BoIS | 0 – 0           | Hammarby IF | Landskrona IP                                            |                                                          |
| 19:00 UTC+2 | 19:00 UTC+2    |                 | (0 – 0) Rapport |             | Landskrona Publik: 4 418 Domare: Leif Sundell (Borlänge) | Landskrona Publik: 4 418 Domare: Leif Sundell (Borlänge) |
| 19:00 UTC+2 | 19:00 UTC+2    |                 |                 |             | Landskrona Publik: 4 418 Domare: Leif Sundell (Borlänge) | Landskrona Publik: 4 418 Domare: Leif Sundell (Borlänge) |
| 19:00 UTC+2 | 19:00 UTC+2    |                 |                 |             | Landskrona Publik: 4 418 Domare: Leif Sundell (Borlänge) | Landskrona Publik: 4 418 Domare: Leif Sundell (Borlänge) |

| 160         | 4 oktober 2004 | Helsingborgs IF       | 1 – 0           | GIF Sundsvall | Olympia                                                        |                                                                |
| 19:00 UTC+2 | 19:00 UTC+2    | Christian Järdler 55′ | (0 – 0) Rapport |               | Helsingborg Publik: 6 541 Domare: Åke Andreasson (Stenungsund) | Helsingborg Publik: 6 541 Domare: Åke Andreasson (Stenungsund) |
| 19:00 UTC+2 | 19:00 UTC+2    |                       |                 |               | Helsingborg Publik: 6 541 Domare: Åke Andreasson (Stenungsund) | Helsingborg Publik: 6 541 Domare: Åke Andreasson (Stenungsund) |
| 19:00 UTC+2 | 19:00 UTC+2    |                       |                 |               | Helsingborg Publik: 6 541 Domare: Åke Andreasson (Stenungsund) | Helsingborg Publik: 6 541 Domare: Åke Andreasson (Stenungsund) |

| 161         | 4 oktober 2004 | IFK Göteborg                     | 2 – 0           | Djurgårdens IF | Nya Ullevi                                                    |                                                               |
| 19:00 UTC+2 | 19:00 UTC+2    | Karl Svensson 60′ Peter Ijeh 69′ | (0 – 0) Rapport |                | Göteborg Publik: 21 749 Domare: Peter Fröjdfeldt (Eskilstuna) | Göteborg Publik: 21 749 Domare: Peter Fröjdfeldt (Eskilstuna) |
| 19:00 UTC+2 | 19:00 UTC+2    |                                  |                 |                | Göteborg Publik: 21 749 Domare: Peter Fröjdfeldt (Eskilstuna) | Göteborg Publik: 21 749 Domare: Peter Fröjdfeldt (Eskilstuna) |
| 19:00 UTC+2 | 19:00 UTC+2    |                                  |                 |                | Göteborg Publik: 21 749 Domare: Peter Fröjdfeldt (Eskilstuna) | Göteborg Publik: 21 749 Domare: Peter Fröjdfeldt (Eskilstuna) |

### Omgång 24
| 162         | 17 oktober 2004 | Halmstads BK      | 1 – 0           | Kalmar FF | Örjans vall                                             |                                                         |
| 15:00 UTC+2 | 15:00 UTC+2     | Tommy Jönsson 18′ | (1 – 0) Rapport |           | Halmstad Publik: 5 629 Domare: Jonas Eriksson (Sigtuna) | Halmstad Publik: 5 629 Domare: Jonas Eriksson (Sigtuna) |
| 15:00 UTC+2 | 15:00 UTC+2     |                   |                 |           | Halmstad Publik: 5 629 Domare: Jonas Eriksson (Sigtuna) | Halmstad Publik: 5 629 Domare: Jonas Eriksson (Sigtuna) |
| 15:00 UTC+2 | 15:00 UTC+2     |                   |                 |           | Halmstad Publik: 5 629 Domare: Jonas Eriksson (Sigtuna) | Halmstad Publik: 5 629 Domare: Jonas Eriksson (Sigtuna) |

| 163         | 17 oktober 2004 | Djurgårdens IF                                     | 3 – 2           | IF Elfsborg           | Råsunda                                                        |                                                                |
| 15:00 UTC+2 | 15:00 UTC+2     | Andreas Johansson 63′, 78′ (str.) Johan Arneng 74′ | (0 – 1) Rapport | 5′, 57′ Hans Berggren | Stockholm Publik: 5 661 Domare: Martin Ingvarsson (Hässleholm) | Stockholm Publik: 5 661 Domare: Martin Ingvarsson (Hässleholm) |
| 15:00 UTC+2 | 15:00 UTC+2     |                                                    |                 |                       | Stockholm Publik: 5 661 Domare: Martin Ingvarsson (Hässleholm) | Stockholm Publik: 5 661 Domare: Martin Ingvarsson (Hässleholm) |
| 15:00 UTC+2 | 15:00 UTC+2     |                                                    |                 |                       | Stockholm Publik: 5 661 Domare: Martin Ingvarsson (Hässleholm) | Stockholm Publik: 5 661 Domare: Martin Ingvarsson (Hässleholm) |

| 164         | 17 oktober 2004 | GIF Sundsvall                                            | 2 – 1           | IFK Göteborg   | Idrottsparken                                            |                                                          |
| 15:00 UTC+2 | 15:00 UTC+2     | Patrik Eriksson-Ohlsson 55′ Fredric Lundqvist 58′ (str.) | (0 – 0) Rapport | 46′ Håkan Mild | Sundsvall Publik: 8 040 Domare: Martin Hansson (Holmsjö) | Sundsvall Publik: 8 040 Domare: Martin Hansson (Holmsjö) |
| 15:00 UTC+2 | 15:00 UTC+2     |                                                          |                 |                | Sundsvall Publik: 8 040 Domare: Martin Hansson (Holmsjö) | Sundsvall Publik: 8 040 Domare: Martin Hansson (Holmsjö) |
| 15:00 UTC+2 | 15:00 UTC+2     |                                                          |                 |                | Sundsvall Publik: 8 040 Domare: Martin Hansson (Holmsjö) | Sundsvall Publik: 8 040 Domare: Martin Hansson (Holmsjö) |

| 165         | 18 oktober 2004 | Örebro SK                                              | 3 – 0           | Trelleborgs FF | Eyravallen                                            |                                                       |
| 19:00 UTC+2 | 19:00 UTC+2     | Fredrik Nordback 40′ Lars Larsen 57′ Ricardo Costa 90′ | (1 – 0) Rapport |                | Örebro Publik: 7 751 Domare: Miro Ukalovic (Göteborg) | Örebro Publik: 7 751 Domare: Miro Ukalovic (Göteborg) |
| 19:00 UTC+2 | 19:00 UTC+2     |                                                        |                 |                | Örebro Publik: 7 751 Domare: Miro Ukalovic (Göteborg) | Örebro Publik: 7 751 Domare: Miro Ukalovic (Göteborg) |
| 19:00 UTC+2 | 19:00 UTC+2     |                                                        |                 |                | Örebro Publik: 7 751 Domare: Miro Ukalovic (Göteborg) | Örebro Publik: 7 751 Domare: Miro Ukalovic (Göteborg) |

| 166         | 18 oktober 2004 | Malmö FF | 0 – 1           | Landskrona BoIS           | Malmö Stadion                                          |                                                        |
| 19:00 UTC+2 | 19:00 UTC+2     |          | (0 – 1) Rapport | 16′ (str.) Henrik Nilsson | Malmö Publik: 18 824 Domare: Stefan Johannesson (Täby) | Malmö Publik: 18 824 Domare: Stefan Johannesson (Täby) |
| 19:00 UTC+2 | 19:00 UTC+2     |          |                 |                           | Malmö Publik: 18 824 Domare: Stefan Johannesson (Täby) | Malmö Publik: 18 824 Domare: Stefan Johannesson (Täby) |
| 19:00 UTC+2 | 19:00 UTC+2     |          |                 |                           | Malmö Publik: 18 824 Domare: Stefan Johannesson (Täby) | Malmö Publik: 18 824 Domare: Stefan Johannesson (Täby) |

| 167         | 18 oktober 2004 | Örgryte IS         | 1 – 1           | Helsingborgs IF   | Gamla Ullevi                                           |                                                        |
| 19:00 UTC+2 | 19:00 UTC+2     | Aílton Almeida 88′ | (0 – 0) Rapport | 60′ Eldin Karisik | Göteborg Publik: 5 389 Domare: Leif Sundell (Borlänge) | Göteborg Publik: 5 389 Domare: Leif Sundell (Borlänge) |
| 19:00 UTC+2 | 19:00 UTC+2     |                    |                 |                   | Göteborg Publik: 5 389 Domare: Leif Sundell (Borlänge) | Göteborg Publik: 5 389 Domare: Leif Sundell (Borlänge) |
| 19:00 UTC+2 | 19:00 UTC+2     |                    |                 |                   | Göteborg Publik: 5 389 Domare: Leif Sundell (Borlänge) | Göteborg Publik: 5 389 Domare: Leif Sundell (Borlänge) |

| 168         | 18 oktober 2004 | Hammarby IF       | 1 – 1           | AIK           | Råsunda                                                        |                                                                |
| 20:00 UTC+2 | 20:00 UTC+2     | Mikkel Jensen 65′ | (0 – 0) Rapport | 77′ Nik Mrdja | Stockholm Publik: 18 234 Domare: Peter Fröjdfeldt (Eskilstuna) | Stockholm Publik: 18 234 Domare: Peter Fröjdfeldt (Eskilstuna) |
| 20:00 UTC+2 | 20:00 UTC+2     |                   |                 |               | Stockholm Publik: 18 234 Domare: Peter Fröjdfeldt (Eskilstuna) | Stockholm Publik: 18 234 Domare: Peter Fröjdfeldt (Eskilstuna) |
| 20:00 UTC+2 | 20:00 UTC+2     |                   |                 |               | Stockholm Publik: 18 234 Domare: Peter Fröjdfeldt (Eskilstuna) | Stockholm Publik: 18 234 Domare: Peter Fröjdfeldt (Eskilstuna) |

### Omgång 25
| 169         | 24 oktober 2004 | Kalmar FF | 0 – 1           | Örebro SK            | Fredriksskans IP                                          |                                                           |
| 15:00 UTC+2 | 15:00 UTC+2     |           | (0 – 1) Rapport | 33′ Mikael Danielson | Kalmar Publik: 5 515 Domare: Åke Andreasson (Stenungsund) | Kalmar Publik: 5 515 Domare: Åke Andreasson (Stenungsund) |
| 15:00 UTC+2 | 15:00 UTC+2     |           |                 |                      | Kalmar Publik: 5 515 Domare: Åke Andreasson (Stenungsund) | Kalmar Publik: 5 515 Domare: Åke Andreasson (Stenungsund) |
| 15:00 UTC+2 | 15:00 UTC+2     |           |                 |                      | Kalmar Publik: 5 515 Domare: Åke Andreasson (Stenungsund) | Kalmar Publik: 5 515 Domare: Åke Andreasson (Stenungsund) |

| 170         | 24 oktober 2004 | Landskrona BoIS                                             | 4 – 0           | Trelleborgs FF | Landskrona IP                                             |                                                           |
| 15:00 UTC+2 | 15:00 UTC+2     | Jones Kusi-Asare 35′, 44′ Kevin Amuneke 62′ Felix Magro 66′ | (2 – 0) Rapport |                | Landskrona Publik: 4 776 Domare: Martin Hansson (Holmsjö) | Landskrona Publik: 4 776 Domare: Martin Hansson (Holmsjö) |
| 15:00 UTC+2 | 15:00 UTC+2     |                                                             |                 |                | Landskrona Publik: 4 776 Domare: Martin Hansson (Holmsjö) | Landskrona Publik: 4 776 Domare: Martin Hansson (Holmsjö) |
| 15:00 UTC+2 | 15:00 UTC+2     |                                                             |                 |                | Landskrona Publik: 4 776 Domare: Martin Hansson (Holmsjö) | Landskrona Publik: 4 776 Domare: Martin Hansson (Holmsjö) |

| 171         | 24 oktober 2004 | AIK | 0 – 3           | Örgryte IS                   | Råsunda                                                    |                                                            |
| 15:00 UTC+2 | 15:00 UTC+2     |     | (0 – 2) Rapport | 32′, 39′, 58′ Paulinho Guará | Stockholm Publik: 0 Domare: Martin Ingvarsson (Hässleholm) | Stockholm Publik: 0 Domare: Martin Ingvarsson (Hässleholm) |
| 15:00 UTC+2 | 15:00 UTC+2     |     |                 |                              | Stockholm Publik: 0 Domare: Martin Ingvarsson (Hässleholm) | Stockholm Publik: 0 Domare: Martin Ingvarsson (Hässleholm) |
| 15:00 UTC+2 | 15:00 UTC+2     |     |                 |                              | Stockholm Publik: 0 Domare: Martin Ingvarsson (Hässleholm) | Stockholm Publik: 0 Domare: Martin Ingvarsson (Hässleholm) |

| 172         | 25 oktober 2004 | IF Elfsborg | 0 – 1           | Hammarby IF        | Ryavallen                                          |                                                    |
| 19:00 UTC+2 | 19:00 UTC+2     |             | (0 – 1) Rapport | 36′ Björn Runström | Borås Publik: 6 008 Domare: Anders Frisk (Mölndal) | Borås Publik: 6 008 Domare: Anders Frisk (Mölndal) |
| 19:00 UTC+2 | 19:00 UTC+2     |             |                 |                    | Borås Publik: 6 008 Domare: Anders Frisk (Mölndal) | Borås Publik: 6 008 Domare: Anders Frisk (Mölndal) |
| 19:00 UTC+2 | 19:00 UTC+2     |             |                 |                    | Borås Publik: 6 008 Domare: Anders Frisk (Mölndal) | Borås Publik: 6 008 Domare: Anders Frisk (Mölndal) |

| 173         | 25 oktober 2004 | GIF Sundsvall | 0 – 1           | Djurgårdens IF        | Idrottsparken                                           |                                                         |
| 19:00 UTC+2 | 19:00 UTC+2     |               | (0 – 0) Rapport | 85′ Andreas Johansson | Sundsvall Publik: 6 158 Domare: Leif Sundell (Borlänge) | Sundsvall Publik: 6 158 Domare: Leif Sundell (Borlänge) |
| 19:00 UTC+2 | 19:00 UTC+2     |               |                 |                       | Sundsvall Publik: 6 158 Domare: Leif Sundell (Borlänge) | Sundsvall Publik: 6 158 Domare: Leif Sundell (Borlänge) |
| 19:00 UTC+2 | 19:00 UTC+2     |               |                 |                       | Sundsvall Publik: 6 158 Domare: Leif Sundell (Borlänge) | Sundsvall Publik: 6 158 Domare: Leif Sundell (Borlänge) |

| 174         | 25 oktober 2004 | Helsingborgs IF    | 1 – 2           | Halmstads BK              | Olympia                                                     |                                                             |
| 19:00 UTC+2 | 19:00 UTC+2     | Peter Graulund 66′ | (0 – 2) Rapport | 16′, 23′ Markus Rosenberg | Helsingborg Publik: 13 530 Domare: Jonas Eriksson (Sigtuna) | Helsingborg Publik: 13 530 Domare: Jonas Eriksson (Sigtuna) |
| 19:00 UTC+2 | 19:00 UTC+2     |                    |                 |                           | Helsingborg Publik: 13 530 Domare: Jonas Eriksson (Sigtuna) | Helsingborg Publik: 13 530 Domare: Jonas Eriksson (Sigtuna) |
| 19:00 UTC+2 | 19:00 UTC+2     |                    |                 |                           | Helsingborg Publik: 13 530 Domare: Jonas Eriksson (Sigtuna) | Helsingborg Publik: 13 530 Domare: Jonas Eriksson (Sigtuna) |

| 175         | 25 oktober 2004 | IFK Göteborg   | 1 – 2           | Malmö FF                             | Nya Ullevi                                                    |                                                               |
| 19:00 UTC+2 | 19:00 UTC+2     | Peter Ijeh 60′ | (0 – 2) Rapport | 17′ Peter Abelsson 34′ Thomas Olsson | Göteborg Publik: 38 983 Domare: Peter Fröjdfeldt (Eskilstuna) | Göteborg Publik: 38 983 Domare: Peter Fröjdfeldt (Eskilstuna) |
| 19:00 UTC+2 | 19:00 UTC+2     |                |                 |                                      | Göteborg Publik: 38 983 Domare: Peter Fröjdfeldt (Eskilstuna) | Göteborg Publik: 38 983 Domare: Peter Fröjdfeldt (Eskilstuna) |
| 19:00 UTC+2 | 19:00 UTC+2     |                |                 |                                      | Göteborg Publik: 38 983 Domare: Peter Fröjdfeldt (Eskilstuna) | Göteborg Publik: 38 983 Domare: Peter Fröjdfeldt (Eskilstuna) |

### Omgång 26
| 176         | 30 oktober 2004 | Trelleborgs FF    | 1 – 3           | AIK                                                            | Vångavallen                                               |                                                           |
| 13:30 UTC+2 | 13:30 UTC+2     | Johan Laursen 21′ | (1 – 1) Rapport | 32′ (str.) Stefan Ishizaki 69′ Fredrik Björk 89′ Derek Boateng | Trelleborg Publik: 1 011 Domare: Martin Hansson (Holmsjö) | Trelleborg Publik: 1 011 Domare: Martin Hansson (Holmsjö) |
| 13:30 UTC+2 | 13:30 UTC+2     |                   |                 |                                                                | Trelleborg Publik: 1 011 Domare: Martin Hansson (Holmsjö) | Trelleborg Publik: 1 011 Domare: Martin Hansson (Holmsjö) |
| 13:30 UTC+2 | 13:30 UTC+2     |                   |                 |                                                                | Trelleborg Publik: 1 011 Domare: Martin Hansson (Holmsjö) | Trelleborg Publik: 1 011 Domare: Martin Hansson (Holmsjö) |

| 177         | 30 oktober 2004 | Örebro SK                              | 2 – 0           | Landskrona BoIS | Eyravallen                                             |                                                        |
| 13:30 UTC+2 | 13:30 UTC+2     | Mikael Danielson 14′ Joel Riddez 90+2′ | (1 – 0) Rapport |                 | Örebro Publik: 6 352 Domare: Stefan Johannesson (Täby) | Örebro Publik: 6 352 Domare: Stefan Johannesson (Täby) |
| 13:30 UTC+2 | 13:30 UTC+2     |                                        |                 |                 | Örebro Publik: 6 352 Domare: Stefan Johannesson (Täby) | Örebro Publik: 6 352 Domare: Stefan Johannesson (Täby) |
| 13:30 UTC+2 | 13:30 UTC+2     |                                        |                 |                 | Örebro Publik: 6 352 Domare: Stefan Johannesson (Täby) | Örebro Publik: 6 352 Domare: Stefan Johannesson (Täby) |

| 178         | 30 oktober 2004 | Djurgårdens IF                                   | 2 – 1           | Helsingborgs IF         | Råsunda                                                |                                                        |
| 13:30 UTC+2 | 13:30 UTC+2     | Andreas Johansson 49′ (str.) Fredrik Stenman 88′ | (0 – 0) Rapport | 90+2′ Mattias Lindström | Stockholm Publik: 9 148 Domare: Anders Frisk (Mölndal) | Stockholm Publik: 9 148 Domare: Anders Frisk (Mölndal) |
| 13:30 UTC+2 | 13:30 UTC+2     |                                                  |                 |                         | Stockholm Publik: 9 148 Domare: Anders Frisk (Mölndal) | Stockholm Publik: 9 148 Domare: Anders Frisk (Mölndal) |
| 13:30 UTC+2 | 13:30 UTC+2     |                                                  |                 |                         | Stockholm Publik: 9 148 Domare: Anders Frisk (Mölndal) | Stockholm Publik: 9 148 Domare: Anders Frisk (Mölndal) |

| 179         | 30 oktober 2004 | Hammarby IF | 0 – 3           | Kalmar FF                               | Söderstadion                                                    |                                                                 |
| 13:30 UTC+2 | 13:30 UTC+2     |             | (0 – 1) Rapport | 45′, 46′ César Santin 59′ Dedé Anderson | Stockholm Publik: 10 522 Domare: Daniel Stålhammar (Landskrona) | Stockholm Publik: 10 522 Domare: Daniel Stålhammar (Landskrona) |
| 13:30 UTC+2 | 13:30 UTC+2     |             |                 |                                         | Stockholm Publik: 10 522 Domare: Daniel Stålhammar (Landskrona) | Stockholm Publik: 10 522 Domare: Daniel Stålhammar (Landskrona) |
| 13:30 UTC+2 | 13:30 UTC+2     |             |                 |                                         | Stockholm Publik: 10 522 Domare: Daniel Stålhammar (Landskrona) | Stockholm Publik: 10 522 Domare: Daniel Stålhammar (Landskrona) |

| 180         | 30 oktober 2004 | Malmö FF             | 1 – 0           | IF Elfsborg | Malmö Stadion                                         |                                                       |
| 13:30 UTC+2 | 13:30 UTC+2     | Jon Inge Høiland 54′ | (0 – 0) Rapport |             | Malmö Publik: 27 343 Domare: Jonas Eriksson (Sigtuna) | Malmö Publik: 27 343 Domare: Jonas Eriksson (Sigtuna) |
| 13:30 UTC+2 | 13:30 UTC+2     |                      |                 |             | Malmö Publik: 27 343 Domare: Jonas Eriksson (Sigtuna) | Malmö Publik: 27 343 Domare: Jonas Eriksson (Sigtuna) |
| 13:30 UTC+2 | 13:30 UTC+2     |                      |                 |             | Malmö Publik: 27 343 Domare: Jonas Eriksson (Sigtuna) | Malmö Publik: 27 343 Domare: Jonas Eriksson (Sigtuna) |

| 181         | 30 oktober 2004 | Halmstads BK     | 1 – 1           | IFK Göteborg                | Örjans vall                                                   |                                                               |
| 13:30 UTC+2 | 13:30 UTC+2     | Dusan Djuric 46′ | (0 – 0) Rapport | 53′ (str.) Magnus Johansson | Halmstad Publik: 16 867 Domare: Peter Fröjdfeldt (Eskilstuna) | Halmstad Publik: 16 867 Domare: Peter Fröjdfeldt (Eskilstuna) |
| 13:30 UTC+2 | 13:30 UTC+2     |                  |                 |                             | Halmstad Publik: 16 867 Domare: Peter Fröjdfeldt (Eskilstuna) | Halmstad Publik: 16 867 Domare: Peter Fröjdfeldt (Eskilstuna) |
| 13:30 UTC+2 | 13:30 UTC+2     |                  |                 |                             | Halmstad Publik: 16 867 Domare: Peter Fröjdfeldt (Eskilstuna) | Halmstad Publik: 16 867 Domare: Peter Fröjdfeldt (Eskilstuna) |

| 182         | 30 oktober 2004 | Örgryte IS       | 1 – 3           | GIF Sundsvall                                  | Gamla Ullevi                                                  |                                                               |
| 13:30 UTC+2 | 13:30 UTC+2     | Anders Prytz 62′ | (0 – 1) Rapport | 35′, 73′ Jonas Wallerstedt 60′ Mikael Dahlberg | Göteborg Publik: 6 867 Domare: Martin Ingvarsson (Hässleholm) | Göteborg Publik: 6 867 Domare: Martin Ingvarsson (Hässleholm) |
| 13:30 UTC+2 | 13:30 UTC+2     |                  |                 |                                                | Göteborg Publik: 6 867 Domare: Martin Ingvarsson (Hässleholm) | Göteborg Publik: 6 867 Domare: Martin Ingvarsson (Hässleholm) |
| 13:30 UTC+2 | 13:30 UTC+2     |                  |                 |                                                | Göteborg Publik: 6 867 Domare: Martin Ingvarsson (Hässleholm) | Göteborg Publik: 6 867 Domare: Martin Ingvarsson (Hässleholm) |